# Tipsport liga
A Tipsport liga (más néven: Szlovák Extraliga, szlovákul: Slovenská Extraliga, hivatalosan: Slovenská extraliga v ľadovom hokeji) Szlovákia legmagasabb szintű jégkorongbajnoksága. 1993-ban alakult meg a Szlovák Jégkorongszövetség rendezésében, az abban az évben felbomló Csehszlovák Köztársaság legmagasabb szintű jégkorongligáját, a Csehszlovák Jégkorongligát váltotta Szlovákiában. A bajnokságban 12 szlovák város csapata játszik. A ligát a pozsonyi székhelyű Asociácia profesionálnych hokejových klubov (APHK) irányítja, aminek az elnöke Miroslav Kováčik. 2010-ben az IIHF európai bajnokságokat rangsoroló listáján az ötödiket helyet foglalta el. Két évvel később a The Hockey Writers a világ hatodik legjobb ligájának nevezte, ugyanitt azonban már nem került fel a 2015-ös listára. A liga átlagos meccsenkénti látogatószámát tekintve a 8. legnépszerűbbnek számított Európában a 2023–2024-es szezonban 2 685 fővel. A legtöbb látogatót a meccseire a Slovan Bratislava vonzott, átlagosan 4 802 főt. A bajnokság alapszakaszának győztese a Dušan Pašek-kupát, a rájátszás győztese a Vladimír Dzurilla-kupát és a Szlovák bajnok címet nyeri el.
A szlovák bajnokságban sok olyan szlovák játékos kezdte a karrierjét, akik a sport legrangosabb bajnokságában, a National Hockey League-ben is komoly eredményeket tudtak elérni, a leghíresebb játékosok között van Marián Hossa, Pavol Demitra vagy Miroslav Šatan.
A bajnokság a főszponzor nevét viseli, így gyakran került sor változásra. A bajnokság megalapításától 1998-ig az Extraliga nevet viselte, majd a 2000–2001-es szezonig West Extraligának nevezték. Az ezt követő szezonban Boss Extraliga volt a neve. A 2002–2003-as szezonban Slovenské Telekomunikácie Extraliga néven, 2005-ig ST Extraliga név alatt került megrendezésre. A 2005–06-os szezonban T-Com Extraliga, 2007. január 16-tól Slovnaft Extraligának nevezték. A 2011–12-es szezontól az alapszakasz hivatalos neve Tipsport Extraliga (2015-től Tipsport liga) volt, míg a rájátszás a Slovnaft-Play-off nevet viselte. 2020-tól kezdődően egészen 2025-ig a bajnokság neve Tipos Extraliga volt. A rájátszássorozat győztese indulhatott a 2023–24-es szezonig a Nemzetközi Jégkorongszövetség (IIHF) által rendezett Champions Hockey League-ben.
A legtöbb bajnoki cím a kassai HC nevéhez fűződik, összesen 10 bajnoki cím, ezt követi a pozsonyi Slovan 9 címmel. A kassai csapatnak 10 aranyérme mellett 7 ezüstje és 3 bronzérme van, a Slovan 9 aranyérme mellett kétszer vesztett a döntőben és 5 bronzérmet szerzett. Az eddigi 30 döntőből a kassaiak 16-ban léptek jégre, ezzel csúcstartók (a második a Slovan 11 fináléval). Az Extraliga összes eddigi szezonjában csak a kassai HC, a trencséni Dukla és a poprádi csapat lépett jégre. A 2011–12-es szezon után a Slovan kilépett a ligából, és csatlakozott az orosz alapítású, nemzetközi KHL-hez, majd visszatért a ligába a 2019-20-as szezonban. A 2018–2019-es szezontól a MAC Újbuda és a DVTK Jegesmedvék csapata is a bajnokság résztvevője lett, majd 2, illetve 3 szezon lejátszása után elhagyta ligát.
2020. március 12-én a koronavírus-járvány miatt a rájátszást félbeszakították és az alapszakasz győztesét, a HC ’05 iClinic Banská Bystrica csapatát nyilvánították a 2019–2020-as bajnokság győztesének, amit utólag visszavontak, és végül nem hirdettek győztest a bajnokság szezonjában.
A 2024-25-as szezonban az alapszakaszt a HK Spišská Nová Ves nyerte, a rájátszássorozat győztese a HC Košice volt, ezzel tizedik alkalommal lett bajnok a liga történetében a HK Nitra legyőzésével. A bajnokság feljutás és kiesés rendszerű, az alapszakaszban az utolsó két helyen végzett csapat a másodosztályú TIPOS Slovenská hokejová liga első két helyezett csapatával osztályozókat játszik a bennmaradásért.

## Története
A legelső önálló szlovák jégkorongbajnokság a müncheni egyezmény után függetlenedő Első Szlovák Köztársaságban jött létre, és 6 szezonig létezett 1938 és 1944 között. A második világháború végével Szlovákia újra Csehszlovákia része lett, így a megszűnő szlovák bajnokság 4 csapata újból a Csehszlovák Jégkorongbajnoksághoz csatlakozott. 1945-től 1993-ig szlovák csapatok az első osztályú csehszlovák bajnokságban cseh csapatokkal együtt játszottak, míg csak szlovák csapatokból álló bajnokság 1969-ben jött létre 1. Szlovák Nemzeti Jégkorongbajnokság (1. slovenská národná hokejová liga) néven, ami a másodosztályt képviselte. A legmagasabb szintű Csehszlovák Jégkorongbajnokságban 8 szlovák csapat játszott legalább egyszer, azonban csak négy alkalommal lett szlovák csapat bajnok, a Slovan Bratislava és a Dukla Trenčín 1-1 alkalommal, illetve a HC Košice 2 alkalommal.

### Megalakulás, kezdeti évek
A Csehszlovák Jégkorongligának az 1992–93-as szezonja közben történt meg 1993. január 1-én Csehszlovákia felbomlása, így ebben a szezonban játszottak utoljára csehországi és szlovákiai csapatok az első osztályú csehszlovák Szövetségi Jégkorongligában. A Szlovák Jégkorong Extraliga 1993-ban, az előző évben a csehszlovák Szövetségi Jégkorongligában szereplő 4 csapat (HK Dukla Trenčín, HC Košice, HC Poprad, HC Slovan Bratislava) és a másodosztályú 1. Szlovák Nemzeti Jégkorongliga tabelláján első 6 helyen végző szlovák csapat (AC Nitra, HK 32 Liptovský Mikuláš, Hutník ZŤS Martin, ZPA Prešov, ZTK Zvolen, Štart Spišská Nová Ves) csatlakozásával jött létre. A bajnokság első elnöke Ján Stanovský volt, aki 1993-tól 2000-ig irányította a szervezetet. A liga megalakulása alkalmából visszatért az országba Anton Šťastný és Peter Šťastný, hogy népszerűsítsék a bajnokságot a Slovan Bratislava színeiben játszva. A bajnokság menete a kiesés-feljutás rendszerében működött, tehát az alapszakasz során utolsó helyen végző csapat automatikusan kiesett a másodosztályba, míg a másodosztályú bajnokság bajnoka felkerült az első osztályba. A ZTK Zvolen kiesett a másodosztályba, a Spartak Dubnica nad Váhom csapata váltotta a következő szezonban. Az alapszakasz és a rájátszás győztese a Dukla Trenčín volt a HC Košice legyőzésével 3-2-es arányban.
Az 1994–95-ös szezonban az alapszakasz utolsó helyén végzett HK Spišská Nová Ves kiesett a másodosztályba, az ŠK Iskra Banská Bystrica csapata váltotta. Az alapszakaszt a Dukla Trenčín nyerte, a rájátszássorozat győztese a HC Košice volt a  Dukla Trenčín legyőzésével 3-0-ás arányban.
Az 1995–96-os szezonban az alapszakasz utolsó helyezettjének járó azonnali kiesés helyett új osztályozókat vezettek be, az alapszakasz utolsó két helyezettje a másodosztály alapszakaszának első négy helyezettjével játszott a bentmaradásért/feljutásért mindegyik csapattal egy hazai és egy idegenbeli meccset, a csapatonkénti 10 meccs lejátszása után a két legtöbb pontot szerző csapat folytatta a játékot a következő szezonban az Extraligában. Az utolsó két helyen ŠK Iskra Banská Bystrica és a Dragon Prešov csapata végzett, az osztályozók után csak a Banská Bystrica csapata tudta megőrizni a helyét a bajnokságban, a Prešov kiesett, és a helyére a HK Spišská Nová Ves került a másodosztályból. Az alapszakaszt és a rájátszást a HC Košice nyerte a  Dukla Trenčín legyőzésével 4-1-es arányban.
Az 1996–97-es szezonban az osztályozó meccsek csapatszámát kibővítették, így az Extraliga alapszakaszának utolsó négy helyezettje, illetve a másodosztály első négy helyezettje játszott osztályozó mérkőzéseket egymással. Az osztályozó mérkőzéseken a ŠK Iskra Banská Bystrica és a Spartak Dubnica nad Váhom csapata esett ki, helyükre a HKm Zvolen és a HK 36 Skalica csapata került. Az alapszakaszt és a rájátszást a Dukla Trenčín nyerte a HC Košice legyőzésével 3-1-es arányban.
Az 1997–98-as szezonban kivezették az alapszakasz végén a több csapatból álló osztályozó meccseket, így az alapszakasz utolsó helyezettje játszott a bentmaradásért a másodosztály harmadik helyezettjével, míg a másodosztály első és második helyezettje automatikusan felkerült az első osztályba. Az utolsó helyen végzett HK 32 Liptovský Mikuláš csapata meg tudta őrizni a helyét a bajnokságban a HK Spartak Dubnica nad Váhommal szemben, a másodosztály első két helyezettje, a ŠK Iskra Banská Bystrica és a HK VTJ Farmakol Prešov a következő szezontól az Extraligában játszott. Az alapszakaszt és a rájátszást a Slovan Harvard Bratislava nyerte a HC Košice legyőzésével 3-2-es arányban.
Az 1998–99-es szezonban a bajnokság neve West Extraligára változott, a bajnokságban részt vevő csapatok száma 10-ről 12-re nőtt. A következő szezonra a bajnokság csapatszámát 8-ra kívánták csökkenteni, így az alapszakasz utolsó hat helyezettje a másodosztály első két helyezettjével együtt osztályozó meccseket játszott a bentmaradásért, az osztályozók két legtöbb pontot gyűjtő csapata maradt az első osztályban, illetve jutott tovább a rájátszásba. A többi csapat a másodosztályba esett le. Az alapszakaszt a HC Slovan Harvard Bratislava nyerte, rájátszást a HC Košice nyerte a HC Slovan Harvard Bratislava legyőzésével 3-1-es arányban.
Az 1999–00-es szezonban a bajnokságban részt vevő csapatok száma 12-ről 8-ra csökkent, az alapszakasz végén az utolsó helyezett automatikusan kiesett az első osztályból. 2000. január 19-én alapították a Pro-Hokej a.s. vállalatot, ami a liga marketingtevékenységét hivatott végezni. A liga vezetését Marián Mjartan vette át. Az alapszakaszt és a rájátszást a Slovan Harvard Bratislava nyerte a HKm Zvolen legyőzésével 3-2-es arányban.
A 2000–01-es szezonban megszűnt a kiesés-feljutás rendszere és a bronzmérkőzések is. Az alapszakaszt és a rájátszást a HKM Zvolen nyerte a Dukla Trenčín legyőzésével 3-1-es arányban. A Pro-Hokej főigazgatója, Peter Kotleb reklámszerződések meghamisítása miatt el lett bocsátva Marián Mjartan által 2001 augusztusában.
A  2001–02-es szezonban a bajnokság neve BOSS Extraligára változott, a bajnokságban részt vevő csapatok száma 8-ról 10-re nőtt. 2001 szeptemberében Ján Stanovský visszatért a liga vezetéséhez, leváltva Marián Mjartant, aki a reklámszerződések meghamisításának eltusolása miatt lemondott tisztségéről. Újból bevezetésre került a kieséses rendszer, az alapszakasz utolsó helyezettje mérkőzött meg a bentmaradásért a másodosztály győztesével. A rájátszássoroztatot ettől a szezontól kezdve 4 nyert meccsig játszották. 2002 januárjában Ján Stanovský lemondott a liga vezetéséről. A másodosztályba kiesett a MHC Nitra, a HK Spišská Nová Ves került fel. Az alapszakaszt a HKm Zvolen nyerte, a rájátszást a Slovan Slovnaft Bratislava nyerte a HKm Zvolen legyőzésével 4-2-es arányban.

### Pro-Hokej időszak
A 2002–03-as szezonban a bajnokság neve Slovenské telekomunikácie Extraligára változott. 2002 májusában vette át az Extraliga irányítását a Pro-Hokej a.s. Vladimír Paštinský vezetésével. Az alapszakasz utolsó helyezettje automatikusan kiesett a másodosztályba. Az alapszakaszt és a rájátszást a Slovan Slovnaft Bratislava nyerte a HC Košice legyőzésével 4-0-ás arányban.
A 2003–04-es szezonban a bajnokság neve ST Extraligára változott. Az alapszakaszt és a rájátszást a HK Dukla Trenčín nyerte a HKm Zvolen legyőzésével 4-2-es arányban.
A 2004–05-ös szezont befolyásolta a 2004–2005-ös NHL-lockout, ami miatt a legmagasabb szintű jégkorongbajnokság játékosai más jégkorongligákba igazoltak az adott szezon erejéig. Ebben a szezonban sok szlovák NHL-játékos tért haza, Pavol Demitra, Marián Hossa és Marián Gáborík a Trencsén csapatához, Miroslav Šatan és Ľubomír Višňovský a Pozsony csapatához, Michal Handzuš, Richard Zedník és Vladimír Országh a Zólyom csapatához, Ladislav Nagy és Martin Štrbák a Kassa csapatához, illetve Žigmund Pálffy a Szakolca csapatába igazolt. Az NHL-es tapasztalattal bíró játékosok nagy mértékben emelték a bajnokság színvonalát, a gólkirály a szezonban Marián Gáborík lett. A szezon végeztével ezek a játékosok elhagyták a szlovák ligát. Az alapszakasz végén utolsó helyen szereplő HK Spartak Dubnica nad Váhom az osztályozó mérkőzések során a  HC VTJ Topoľčany ellen 4:2-es összesítésben győzve meg tudta őrizni a helyét az első osztályban, azonban az Extraliga-licencét eladta a másodosztályban alapszakaszgyőztes MHC Martin csapatának. Az alapszakaszt a HKm Zvolen nyerte, a rájátszást a Slovan Slovnaft Bratislava nyerte a HKm Zvolen legyőzésével 4-3-as arányban.
A 2005–06-os szezonban a bajnokság neve T-com Extraligára változott. Az alapszakaszt a HKm Nitra nyerte, a rájátszást a MsHK Žilina nyerte a HK Tatravagónka Poprad legyőzésével 4-3-as arányban.
A 2006–07-es szezont a bajnokság általános, névadó szponzor nélkül indult el, mert a szezon kezdete előtt a korábbi szponzor, a Slovak Telekom nem hosszabbította meg a szponzorációs szerződést. A szezon közepén, 2006. január 16-án lett a liga főszponzora a szlovák olajipari cég, a Slovnaft, így a bajnokság neve Slovnaft Extraligára változott. Ettől a szezontól kezdve megszűnt a kieséses rendszer, zárt ligaként működött a bajnokság. Az alapszakaszt a HC Košice nyerte, a  rájátszást a HC Slovan Bratislava nyerte a  Dukla Trenčín legyőzésével 4-0-ás arányban.
A 2007–08-as szezonban a bajnokságban részt vevő csapatok száma 10-ről 12-re nőtt, egy új csapat csatlakozott a ligához HK VSR SR 20 (2008-tól HK Orange 20) néven, amit a szlovák U20-as jégkorong-válogatott gyenge teljesítménye után hívott létre a Szlovák Jégkorongszövetség akkori alelnöke, Ján Filc. Az U20-as válogatott keret játékosai gyakorlásként az első osztályú csapatokkal játszottak az alapszakaszban csökkentett mérkőzésszámban. A rájátszásban nem vett részt a csapat, ahogyan az alapszakasz végén sem eshetett ki a másodosztályba. A HK Orange 20 egészen a 2018-19-es szezonig tagja volt a bajnokságnak, amikor megszüntették, hogy az U20-as helyett az U18-as jégkorong-válogatottnak biztosítsanak lehetőséget a gyakorlásra. Az U18-as jégkorongkeret azonban a 2019-20-as szezontól kezdve a szlovák másodosztályban játszik. Az alapszakaszt és a rájátszást a HC Slovan Bratislava nyerte a Dukla Trenčín legyőzésével 4-3-as arányban.
A 2008–09-es szezonban a bajnokságban részt vevő csapatok száma 12-ről 13-ra nőtt. Az alapszakasz új rendszerben került lejátszásra, mindegyik csapat 4 mérkőzést játszott a többi csapattal (kivéve az HK Orange 20, ami csak 2-t), és 46 lejátszott mérkőzés után az alapszakasz első hat helyezettje a rájátszásban elfoglalt helyezésért játszottak tovább csapatonként 10 mérkőzést, míg az utolsó hét helyezett további 12 mérkőzést játszott, amiknek végén a két legtöbb pontot gyűjtő csapat a rájátszásba jutott, a HK Orange 20-nak az alapszakasz véget ért, és a négy legkevesebb pontot szerző csapat pedig osztályozókat játszottak, amiknek a végén a két legkevesebb pontot szerző csapat a másodosztály első és második helyezettjével játszott négy győztes meccsig menő mérkőzéseket az első osztályban maradásért. A szezon során a HK 36 Skalica játékosa, Žigmund Pálffy 64 gólt szerzett, ezzel ligarekordot állított fel, amit napjainkig nem döntött meg más játékos. Az alapszakaszt és a rájátszást a HC Košice nyerte a HK 36 Skalica legyőzésével 4-2-es arányban.
A 2009–10-es  szezonban az alapszakasz utolsó két helyezettje (a HK Orange 20 helyezését nem számolva) automatikus a kiesett a másodosztályba, míg az alapszakasz harmadik legkevesebb pontot szerző csapata a másodosztály első helyezettjével játszott négy győztes meccsig menő mérkőzést az első osztályban maradásért. Az alapszakaszt a HC Slovan Bratislava nyerte, a rájátszást a HC Košice nyerte a HC Slovan Bratislava legyőzésével 4-2-es arányban.
A 2010–11-es szezonban a bajnokságban részt vevő csapatok száma 13-ról 11-re csökkent, az alapszakasz utolsó helyezettje (a HK Orange 20 helyezését nem számítva) a másodosztály első helyezettjével játszott az első osztályban maradásért négy győztes meccsig menő mérkőzést. Az alapszakaszt és a rájátszást a HC Košice nyerte a HK ŠKP Poprad legyőzésével 4-1-es arányban.
A 2011–12-es szezonban a bajnokság neve Tipsport Extraligára változott. Az alapszakasz végén az utolsó helyen végző (a HK Orange 20 helyezését nem számítva) HK Nitra a másodosztály első helyezettjével, a HC 46 Bardejovval játszott volna a bentmaradásért, de mivel  a HC 46 Bardejov akkoriban a HC Košice betétcsapataként működött, ezért az összeférhetetlenség miatt a HK Nitra a bentmaradásért folyó mérkőzések lejátszása nélkül maradhatott a bajnokságban a következő szezonban is. Az alapszakaszt a HC Košice nyerte, a rájátszást a HC Slovan Bratislava nyerte a HC Košice legyőzésével 4-3-as arányban.
A 2012–13-as szezontól kezdve a HC Slovan Bratislava az orosz Kontinentális Jégkorong Ligához csatlakozott, és a liga Bobrov divíziójában játszott, a HK Poprad is jelentkezett az orosz ligába miután a városban előző szezonban játszó Lev Poprad Prágába költözött, azonban a Poprad nem tudta teljesíteni a KHL követelményeit. A Slovan helyére az előző szezonban bajnok HC 46 Bardejov helyett, ami a HC Košice betétcsapata volt, összeférhetetlenség a rájátszás második helyezettje, az ŠHK 37 Piešťany került. A 2012–2013-as NHL-lockout miatt több NHL-játékos is a szlovák bajnokságba igazolt, Tomáš Tatar a ŠHK 37 Piešťany-hoz, Tomáš Kopecký a Trencsén csapatához, Michal Handzuš, Tanner Glass, Clayton Stoner és Dana Tyrell a Besztercebánya csapatához, azonban az NHL szezonja végül megkezdődött, így a szlovák bajnokságban csak néhány meccs erejéig játszottak. Míg a Slovan Bratislavának előnyös volt a ligaváltás, Európa legerősebb bajnokságában játszhattak, és már az első szezonjukban nagy mértékben megnőtt a nézőszáma, sokszor teltházas mérkőzéseket játszott, addig a szlovák bajnokságnak veszteséget okozott a Slovan kilépése. A Slovan rendelkezett a legmagasabb átlagos nézőszámmal, és az idegenbeli meccseikre is sok nézőtt vonzott, így a távozása után a szlovák liga átlagos nézőszáma erősen csökkent. Az alapszakasz utolsó helyezettje, az MHC Mountfield Martin a másodosztályban újból bajnok HC 46 Bardejovval mérkőzött meg az első osztályban maradásért, azonban a Mountfield Martin győzött 4:3-as összesítésben, így a ligában maradt. Az alapszakaszt és a rájátszást a HKM Zvolen nyerte a HC Košice legyőzésével 4-1-es arányban.
A 2013–14-es szezonban az alapszakasz során legkevesebb pontot szerző MsHK DOXXbet Žilina a másodosztály bajnokával, a HC 46 Bardejovval folytatott osztályozó mérkőzéseken meg tudta őrizni a helyét. Az alapszakaszt és a rájátszást a HC Košice nyerte a HK Nitra legyőzésével 4-3-as arányban.
A 2014–15-ös szezonban az alapszakasz során legkevesebb pontot szerző MsHK DOXXbet Žilina a másodosztály bajnokával, a HC 07 Detvával folytatott osztályozó mérkőzéseken meg tudta őrizni a helyét. Az alapszakaszt és a rájátszást a HC Košice nyerte a HC ’05 Banská Bystrica legyőzésével 4-2-es arányban.

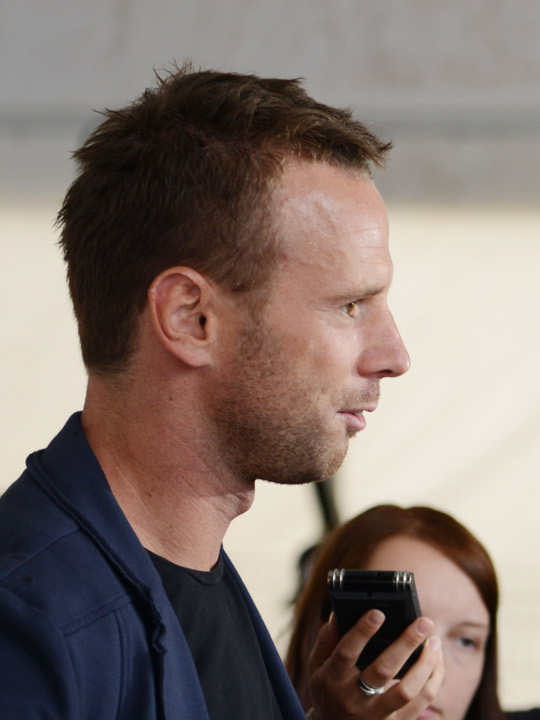
Richard Lintner, a Tipsport Liga igazgatója 2015 és 2020 között

A 2015–16-os szezonban Richard Lintner a Szlovák Jégkorongszövetség elnökválasztásán indult, hogy megreformálja a szlovák jégkorongot, de végül a hivatalban lévő Igor Nemeček győzte le az elnökválasztáson. Ezután a szövetségtől függetlenül működő, a Tipsport Ligát működtető Pro-Hokej szervezet igazgató posztjára kérték fel, amit elfogadott, és nagy változásokat jelentett be. 2015 októberében Richard Lintner a szlovák bajnokság megnyitásának a lehetőségét vetette fel külföldi csapatok számára, leginkább magyar vagy lengyel csapatokkal bővülhetne a bajnokság, ezzel a liga bevételeit és színvonalát növelve. A bajnokság neve Tipsport Ligára változott. A HK 36 HANT Skalica csapat pénzügyi gondok miatt nem tudta folytatni a bajnokságot, így automatikusan kiesett az első osztályból. Az alapszakaszt a HC Košice nyerte, a rájátszást a HK Nitra nyerte a HC ’05 iClinic Banská Bystrica legyőzésével 4-2-es arányban.
A 2016–17-es szezonban a bajnokság kezdete előtt az ŠHK 37 Piešťany eladta az Extraliga-licencét a MHk 32 Liptovský Mikuláš-nak, így 6 év után újra visszatérhetett az első osztályba. Az alapszakasz utolsó két helyezettje a másodosztály rájátszásának két döntősével játszott osztályozó mérkőzéseket. Az alapszakaszt és a rájátszást a HC ’05 iClinic Banská Bystrica nyerte a HK Nitra legyőzésével 4-1-es arányban.
A 2017–18-as szezonban az MHC Martin nem indulhatott, mert a klub a tartozásait nem tudta időben rendezni. Ezért a ligától nem kapott indulási engedélyt. A ligát irányító Pro-Hokej a másodosztály rájátszásának bajnokát, a HC 07 Detvát választotta ki, hogy az első osztályban szerepelhessen. Az alapszakaszt a HK Nitra nyerte, a rájátszást a HC ’05 iClinic Banská Bystrica nyerte a HK Dukla Trenčín legyőzésével 4-3-as arányban.
A 2018–19-es szezontól kezdve a Tipsport Liga történetében először nemzetközi ligává alakult a magyarországi DVTK Jegesmedvék és a MAC Újbuda csatlakozásával. A bajnokságban részt vevő csapatok száma így 11-ről 13-ra nőtt. A MAC Újbuda két, a DVTK Jegesmedvék három szezont játszott a szlovák bajnokságban mielőtt visszatértek a magyar Erste Ligába. A két magyar csapat mentesült a kiesés-feljutás rendszere alól, ebben a szezonban az alapszakaszban a legkevesebb pontot gyűjtő (a HK Orenage 20 és a két magyar csapatot nem számítva) játszott négy győztes meccsig tartó mérkőzést az első osztályban maradásért a másodosztály bajnokával. A DVTK Jegesmedvék az alapszakaszban 8-dik helyet, a MAC Újbuda 9. helyet ért el, így kvalifikációs mérkőzéseket kellett játszaniuk egymással, amiben a DVTK Jegesmedvék maradt alul, 0-3-as összesítésben győzte le a MAC Újbuda. Az Újbuda csapata így bejutott a rájátszásba, azonban a negyeddöntőben 1-4-es összesítésben legyőzte a HKM Zvolen. A MsHK DOXXbet Žilina csapata 3:4-es összesítésben alulmaradt a HK Dukla Ingema Michalovce ellen, így a nagymihályi csapat története során először került fel a szlovák első osztályba. A Szlovák Jégkorongszövetség jelezte a Tipsport Liga felé, hogy 2019. június 1-től átvenné a liga irányítását a Pro-Hokejtől. Az alapszakaszt és a rájátszást a HC ’05 iClinic Banská Bystrica nyerte a HK Nitra legyőzésével 4-1-es arányban.

### APHK időszak
A 2019-20-as szezonban a HC Slovan Bratislava csapata visszatért a szlovák első osztályba. Ebben a szezonban nem volt kiesés, a legkevesebb pontot gyűjtő csapat nem jutott be a rájátszásba, az 1-6. helyezett csapat a rájátszásba jutásnál kapott helyezésért játszott, míg a 7-12. helyezett csapat a rájátszásba jutásért, amiben az két legtöbb pontot szerző csapat jutott be a rájátszásba. A DVTK Jegesmedvék az alapszakaszban 9. helyet, a MAC Újbuda 10. helyet ért el, így a rájátszásba jutásért kellett játszaniuk. A bajnokság leállításakor is a 9. és a 10. helyen álltak, ami nem rájátszásba bejutó helyezés. A szezon mérkőzéseit 2020. március 12-én félbeszakították a koronavírus-járvány miatt, és az alapszakasz során legtöbb pontot szerző HC ’05 iClinic Banská Bystrica csapatát nyilvánították a 2019–2020-as bajnokság győztesének, majd a döntést a HC Košice és a HC Slovan Bratislava tiltakozása után visszavonták, és nem hirdettek bajnokot erre a szezonra. A csapatok pénzügyi stabilitásának megőrzése érdekében a Tipsport Liga a rájátszássorozat lejátszása nélkül is az összes részt vevő csapatnak megadta a teljes támogatási összeget. Richard Lintner 5 év után, 2020. június 24-én távozott a Pro-Hokej éléről A Pro-Hokejt az újonnan alapított Professzionális Jégkorongklubok Szövetsége (szlovákul: Asociácia profesionálnych hokejových klubov, röviden APHK) váltotta a bajnokság szervezésében. A szövetséghez a liga mindegyik csapata csatlakozott a HC Slovan Bratislava kivételével.
A 2020–21-es szezonban a bajnokság neve Tipos Extraligára változott. A bajnokságban részt vevő csapatok száma 13-ról 12-re csökkent a MAC Újbuda távozásával. A DVTK Jegesmedvék az alapszakasz 11. helyén végzett, így nem jutott be a rájátszásba. Az alapszakasz utolsó helyezettje játszott volna a másodosztály bajnokával mérkőzéseket az első osztályban maradásért, azonban a koronavírus okozta különleges helyzetre való tekintettel ebben a szezonban nem játszották le ezeket a mérkőzéseket. Az alapszakaszt és a rájátszást a HKM Zvolen nyerte a HK Poprad legyőzésével 4-1-es arányban.
A 2021–22-es szezonban a DVTK Jegesmedvék már nem játszott, visszatért az Erste Ligába. a HK Spišská Nová Ves került a helyére a másodosztály bajnokaként. A HC 07 Detva tulajdonosa, Róbert Ľupták a csapatot Eperjesre költöztette, ahol a Detva játékosaival HC GROTTO Prešov névvel, a Detva Extraliga-licencével indult el a bajnokságban. Az alapszakaszt és a rájátszást a HC Slovan Bratislava nyerte a HK Nitra legyőzésével 4-2-es arányban.
A 2022–23-as szezonban az alapszakasz során utolsó helyen végző csapat automatikusan kiesik a másodosztályba, ebben a szezonban HC MV Transport Prešov esett ki. Az alapszakaszt és a rájátszást a HC Košice nyerte a HKM Zvolen legyőzésével 4-1-es arányban. 2023 januárjában Richard Lintner visszatért, és az APHK képviselőjeként folytatta a munkáját.
A 2023–24-es szezonban a HK 19 Humenné végzett az utolsó helyen, így kiesett a másodosztályba, az alapszakaszt a HK Poprad nyerte, a rájátszást a HK Nitra nyerte a HK Spišská Nová Ves legyőzésével 4-0-ás arányban.
A 2024–25-ös szezonra az alapszakasz során csapatonként játszott mérkőzések számát 54-re növelték. A csapatokat egy keleti és egy nyugati konferenciára osztották. Az alapszakasz utolsó helyén a HC Nové Zámky végzett, így kiesett a másodosztályba. Az alapszakaszt a HK Spišská Nová Ves nyerte meg, a csapat története során legelőször.
A 2025-26-os szezonra a bajnokság neve Tipsport ligára változott.

### A liga vezetői
| Év              | Név                                   | Szervezet                                                  |
| --------------- | ------------------------------------- | ---------------------------------------------------------- |
| 1993–2000       | Ján Stanovský                         | Združenie oddielov a klubov hokejovej extraligy (ZOK HESR) |
| 2000–2001       | Marián Mjartan                        | Združenie oddielov a klubov hokejovej extraligy (ZOK HESR) |
| 2001–2002       | Ján Stanovský                         | Združenie oddielov a klubov hokejovej extraligy (ZOK HESR) |
| 2002–2015       | Vladimír Paštinský                    | Pro-Hokej                                                  |
| 2015–2019       | Richard Lintner                       | Pro-Hokej                                                  |
| 2019–2020       | Richard Lintner                       | Pro-Hokej (a Szlovák Jégkorongszövetség irányítása alatt)  |
| 2020–2020       | Imre Valášek                          | Pro-Hokej (a Szlovák Jégkorongszövetség irányítása alatt)  |
| 2020–napjainkig | Aneta Büdiová (igazgató)              | Asociácia profesionálnych hokejových klubov (APHK)         |
| 2020–napjainkig | Miroslav Kováčik (elnök)              | Asociácia profesionálnych hokejových klubov (APHK)         |
| 2020–napjainkig | Miloš Radosa (igazgatósági tag)       | Asociácia profesionálnych hokejových klubov (APHK)         |
| 2020–napjainkig | Miroslav Brumerčík (igazgatósági tag) | Asociácia profesionálnych hokejových klubov (APHK)         |

### A bajnokság elnevezései és főszponzorok
A bajnokság megalapításától 1998-ig az Extraliga nevet viselte, majd a 2000–2001-es szezonig West Extraligának nevezték. Az ezt követő szezonban Boss Extraliga volt a neve. A 2002–2003-as szezontól 2005-ig Slovak Telecom Extraliga név alatt került megrendezésre. A 2005–06-os szezonban T-Com Extraliga, 2007. január 16-tól Slovnaft Extraligának nevezték. A 2011–12-es szezontól az alapszakasz hivatalos neve Tipsport Extraliga (2015-től Tipsport liga), míg a rájátszás a Slovnaft-Play-off nevet viselte. 2020-tól a egészen 2025-ig bajnokság neve Tipos Extraliga volt. A bajnokság névadó szponzora jelenleg a Tipsport, további főszponzorok a Kaufland Slovenská republika, az Orange Slovensko és a Fortuna.
| Periódus  | A bajnokság hivatalos elnevezése    | Névadó szponzor           | Iparág           |
| --------- | ----------------------------------- | ------------------------- | ---------------- |
| 1993–1998 | Extraliga                           |                           |                  |
| 1998–2001 | West Extraliga                      | West                      | dohányipar       |
| 2001–2002 | BOSS Extraliga                      | BOSS                      |                  |
| 2002–2003 | Slovenské telekomunikácie extraliga | Slovenské telekomunikácie | telekommunikáció |
| 2003–2005 | ST Extraliga                        | Slovak Telekom            | telekommunikáció |
| 2005–2006 | T-Com Extraliga                     | T-Com                     | telekommunikáció |
| 2006–2011 | Slovnaft Extraliga                  | Slovnaft                  | olajipar         |
| 2011–2015 | Tipsport Extraliga                  | Tipsport                  | szerencsejáték   |
| 2015–2020 | Tipsport Liga                       | Tipsport                  | szerencsejáték   |
| 2020–2025 | Tipos Extraliga                     | Tipos                     | szerencsejáték   |
| 2025–     | Tipsport liga                       | Tipsport                  | szerencsejáték   |

## Lebonyolítás
A Tipsport liga szezonja két szakaszból áll. Az alapszakasz szeptemberben kezdődik, a rájátszás márciusban.

### Alapszakasz
Az alapszakaszban jelenleg 12 csapat versenyez, mindegyik csapat 54 mérkőzést játszik. Minden egyes 2-2 meccset játszik mindegyik csapattal otthon és idegenben, összesen 44-et. Továbbá 6-6 csapat két konferenciába osztva a másik 5-tel 1-1 meccset játszik otthon és idegenben.
A csapatok elosztása a két konferenciában: 
- Nyugati Konferencia (HC Slovan Bratislava, HK Nitra, HK Dukla Trenčín, HC Mikron Nové Zámky, HKM Zvolen, HC MONACObet Banská Bystrica)
- Keleti Konferencia (HK Spišská Nová Ves, HC Košice, DOXXbet Vlci Žilina, HK Dukla Ingema Michalovce, HK Poprad, MHk 32 Liptovský Mikuláš)

Az utolsó, 49. és 50. fordulót mind egy időben tartják meg.
Az alapszakaszban legtöbb pontot elérő csapat a Dušan Pašek-kupát nyeri el.

### Rájátszás
A rájátszásba az alapszakasz tabelláján az 1-10 helyen végző csapat vehet részt. Az 1-6. helyezett csapatok közvetlenül negyeddöntő fordulójába kerülnek, a 7-10. helyezett csapatok a negyeddöntőbe jutásért játszanak kvalifikációs meccseket, a 7. helyezett a 10. helyezettel és a 8. a 9. helyezettel. A kvalifikációs meccsek 3 győztes meccsig zajlanak, legfeljebb 5 fordulóig, a kvalifikációs fordulók két győztese kerülhet a rájátszás negyeddöntőjébe. Az alapszakasz végén a tabella 12. helyen szereplő csapata automatikusan a másodosztályú TIPOS Slovenská hokejová liga bajnokságba kerül, míg a következő szezonban a TIPOS Slovenská hokejová liga rájátszásának győztese felkerül a Tipsport ligába. Az alapszakasz 11. helyezett csapata nem kerül a másodosztályú bajnokságba, de a rájátszásban sem vehet részt. A rájátszásban kiesés alapon folytatódik a küzdelem a bajnoki címért. A nyolc csapatot az alapszakasz utáni helyezések alapján sorolják párosokba (a legerősebb a leggyengébbel). A továbbjutáshoz, illetve a döntőben a bajnoki cím megszerzéséhez négy győzelem kell. A rájátszás győztese a Vladimír Dzurilla-kupát nyeri el, és ezzel együtt a Szlovák bajnok címet (szlovákul: Slovenský majster). Az alapszakasz győztese és a bajnok indulhatott a 2023–24-es szezonig a Champions Hockey League kiírásában.
A rájátszássorozat rájátszásának ágrajza:
|  | Kvalifikációs forduló | Kvalifikációs forduló | Kvalifikációs forduló |                       |                     | Negyeddöntők | Negyeddöntők        | Negyeddöntők |  |  | Elődöntők | Elődöntők | Elődöntők |  |  | Döntő | Döntő | Döntő |  |
|  |                       |                       |                       |                       |                     |              |                     |              |  |  |           |           |           |  |  |       |       |       |  |
|  |                       |                       |                       |                       |                     | 2.           | 2. helyezett csapat |              |  |  |           |           |           |  |  |       |       |       |  |
|  |                       |                       |                       |                       |                     | 2.           | 2. helyezett csapat |              |  |  |           |           |           |  |  |       |       |       |  |
|  |                       |                       |                       | kvalifikáció győztese |                     |              |                     |              |  |  |           |           |           |  |  |       |       |       |  |
|  | 7.                    | 7. helyezett csapat   |                       |                       |                     |              |                     |              |  |  |           |           |           |  |  |       |       |       |  |
|  | 7.                    | 7. helyezett csapat   |                       |                       |                     |              |                     |              |  |  |           |           |           |  |  |       |       |       |  |
|  | 10.                   | 10. helyezett csapat  |                       |                       |                     |              |                     |              |  |  |           |           |           |  |  |       |       |       |  |
|  | 10.                   | 10. helyezett csapat  |                       |                       |                     |              |                     |              |  |  |           |           |           |  |  |       |       |       |  |
|  |                       |                       |                       |                       |                     |              |                     |              |  |  |           |           |           |  |  |       |       |       |  |
|  |                       |                       |                       |                       |                     |              |                     |              |  |  |           |           |           |  |  |       |       |       |  |
|  | 8.                    | 8. helyezett csapat   |                       |                       |                     |              |                     |              |  |  |           |           |           |  |  |       |       |       |  |
|  | 8.                    | 8. helyezett csapat   |                       |                       |                     |              |                     |              |  |  |           |           |           |  |  |       |       |       |  |
|  | 9.                    | 9. helyezett csapat   |                       |                       |                     |              |                     |              |  |  |           |           |           |  |  |       |       |       |  |
|  | 9.                    | 9. helyezett csapat   |                       | 1.                    | 1. helyezett csapat |              |                     |              |  |  |           |           |           |  |  |       |       |       |  |
|  |                       |                       |                       | 1.                    | 1. helyezett csapat |              |                     |              |  |  |           |           |           |  |  |       |       |       |  |
|  |                       |                       |                       | kvalifikáció győztese |                     |              |                     |              |  |  |           |           |           |  |  |       |       |       |  |
|  |                       |                       |                       |                       |                     |              |                     |              |  |  |           |           |           |  |  |       |       |       |  |
|  |                       |                       |                       |                       |                     |              |                     |              |  |  |           |           |           |  |  |       |       |       |  |
|  |                       |                       |                       |                       |                     |              |                     |              |  |  |           |           |           |  |  |       |       |       |  |
|  |                       |                       |                       |                       |                     |              |                     |              |  |  |           |           |           |  |  |       |       |       |  |
|  |                       |                       |                       |                       |                     |              |                     |              |  |  |           |           |           |  |  |       |       |       |  |
|  |                       |                       |                       |                       |                     |              |                     |              |  |  |           |           |           |  |  |       |       |       |  |
|  |                       |                       |                       |                       |                     |              |                     |              |  |  |           |           |           |  |  |       |       |       |  |
|  |                       |                       |                       |                       |                     |              |                     |              |  |  |           |           |           |  |  |       |       |       |  |
|  |                       |                       |                       |                       |                     |              |                     |              |  |  |           |           |           |  |  |       |       |       |  |
|  |                       | 3.                    | 3. helyezett csapat   |                       |                     |              |                     |              |  |  |           |           |           |  |  |       |       |       |  |
|  |                       |                       |                       |                       |                     |              |                     |              |  |  |           |           |           |  |  |       |       |       |  |
|  |                       |                       | 6.                    | 6. helyezett csapat   |                     |              |                     |              |  |  |           |           |           |  |  |       |       |       |  |
|  |                       |                       |                       | 6. helyezett csapat   |                     |              |                     |              |  |  |           |           |           |  |  |       |       |       |  |
|  |                       |                       |                       |                       |                     |              |                     |              |  |  |           |           |           |  |  |       |       |       |  |
|  |                       |                       |                       |                       |                     |              |                     |              |  |  |           |           |           |  |  |       |       |       |  |
|  |                       |                       |                       |                       |                     |              |                     |              |  |  |           |           |           |  |  |       |       |       |  |
|  |                       |                       |                       |                       |                     |              |                     |              |  |  |           |           |           |  |  |       |       |       |  |
|  |                       |                       |                       |                       |                     |              |                     |              |  |  |           |           |           |  |  |       |       |       |  |
|  |                       |                       |                       |                       |                     |              |                     |              |  |  |           |           |           |  |  |       |       |       |  |
|  |                       |                       |                       |                       |                     |              |                     |              |  |  |           |           |           |  |  |       |       |       |  |
|  |                       |                       |                       |                       |                     |              |                     |              |  |  |           |           |           |  |  |       |       |       |  |
|  |                       | 4.                    | 4. helyezett csapat   |                       |                     |              |                     |              |  |  |           |           |           |  |  |       |       |       |  |
|  |                       |                       |                       |                       |                     |              |                     |              |  |  |           |           |           |  |  |       |       |       |  |
|  |                       |                       | 5.                    | 5. helyezett csapat   |                     |              |                     |              |  |  |           |           |           |  |  |       |       |       |  |

| No. | Szezon  | Csapatok száma | Mérkőzések száma | Rájátszásba jutás                                                                                            | Kiesés |
| --- | ------- | -------------- | ---------------- | --- | --- |
| 1.  | 1993–94 | 10             | 36               | Első négy helyen végzett csapat                                                                              | Az utolsó helyen végzett csapat automatikusan kiesik |
| 2.  | 1994–95 | 10             | 36               | Első nyolc helyen végzett csapat                                                                             | Az utolsó helyen végzett csapat automatikusan kiesik |
| 3.  | 1995–96 | 10             | 36               | Első nyolc helyen végzett csapat                                                                             | Az utolsó két helyen végzett csapatok osztályozót játszanak a másodosztály első négy helyén végzett csapattal                                                                     |
| 4.  | 1996–97 | 10             | 36               | Az első hat helyen végzett csapat osztályozókat játszik, az osztályozó első négy csapata jut be              | Az utolsó négy helyen végzett csapatok osztályozót játszanak a másodosztály első négy helyén végzett csapattal                                                                    |
| 5.  | 1997–98 | 10             | 36               | Első nyolc helyen végzett csapat                                                                             | Az utolsó helyen végzett csapat osztályozót játszik a bentmaradásért a másodosztály győztesével                                                                                   |
| 6.  | 1998–99 | 12             | 22 + osztályozók | 22 forduló után az első hat helyen végzett csapat helyosztó mérkőzéseket játszik                             | Az utolsó hat helyen végzett csapat osztályozót játszik a bentmaradásért a másodosztály első két helyezettjével                                                                   |
| 7.  | 1999–00 | 8              | 56               | Első négy helyen végzett csapat                                                                              | Az utolsó helyen végzett csapat automatikusan kiesik |
| 8.  | 2000–01 | 8              | 56               | Első nyolc helyen végzett csapat                                                                             | Nincs kiesés a ligából |
| 9.  | 2001–02 | 10             | 54               | Első nyolc helyen végzett csapat                                                                             | Az utolsó helyen végzett csapat osztályozót játszik a bentmaradásért a másodosztály győztesével                                                                                   |
| 10. | 2002–03 | 10             | 54               | Első nyolc helyen végzett csapat                                                                             | Az utolsó helyen végzett csapat automatikusan kiesik |
| 11. | 2003–04 | 10             | 54               | Első nyolc helyen végzett csapat                                                                             | Az utolsó helyen végzett csapat automatikusan kiesik |
| 12. | 2004–05 | 10             | 54               | Első nyolc helyen végzett csapat                                                                             | Az utolsó helyen végzett csapat osztályozót játszik a bentmaradásért a másodosztály győztesével                                                                                   |
| 13. | 2005–06 | 10             | 54               | Első nyolc helyen végzett csapat                                                                             | Az utolsó helyen végzett csapat osztályozót játszik a bentmaradásért a másodosztály győztesével                                                                                   |
| 14. | 2006–07 | 10             | 54               | Első nyolc helyen végzett csapat                                                                             | Nincs kiesés a ligából |
| 15. | 2007–08 | 12             | 54               | Első nyolc helyen végzett csapat                                                                             | Nincs kiesés a ligából |
| 16. | 2008–09 | 13             | 46               | Első hat helyen végzett csapat, utolsó hat helyen végzett csapat két rájátszáshelyért játszik osztályozókat  | Osztályozók utolsó négy helyén végzett csapatok osztályozót játszanak, aminek az utolsó két helyén végzett csapat a másodosztály első két helyezettjével játszik a bentmaradásért |
| 17. | 2009–10 | 13             | 47               | Első nyolc helyen végzett csapat                                                                             | Az utolsó helyen végzett két csapat automatikusan kiesik, a 9. helyen végzett csapat a másodosztály győztesével játszik osztályozókat a bentmaradásért                            |
| 18. | 2010–11 | 11             | 57               | Első nyolc helyen végzett csapat                                                                             | Az utolsó helyen végzett csapat osztályozót játszik a bentmaradásért a másodosztály győztesével                                                                                   |
| 19. | 2011–12 | 11             | 55               | Első nyolc helyen végzett csapat                                                                             | Az utolsó helyen végzett csapat automatikusan kiesik |
| 20. | 2012–13 | 11             | 56               | Első nyolc helyen végzett csapat                                                                             | Az utolsó helyen végzett csapat osztályozót játszik a bentmaradásért a másodosztály győztesével                                                                                   |
| 21. | 2013–14 | 11             | 56               | Első nyolc helyen végzett csapat                                                                             | Az utolsó helyen végzett csapat osztályozót játszik a bentmaradásért a másodosztály győztesével                                                                                   |
| 22. | 2014–15 | 11             | 56               | Első nyolc helyen végzett csapat                                                                             | Az utolsó helyen végzett csapat osztályozót játszik a bentmaradásért a másodosztály győztesével                                                                                   |
| 23. | 2015–16 | 11             | 56               | Első nyolc helyen végzett csapat                                                                             | Az utolsó két helyen végzett csapat a másodosztály első két helyezettjével játszik osztályozókat a bentmaradásért                                                                 |
| 24. | 2016–17 | 11             | 56               | Első nyolc helyen végzett csapat                                                                             | Az utolsó két helyen végzett csapat a másodosztály első két helyezettjével játszik osztályozókat a bentmaradásért                                                                 |
| 25. | 2017–18 | 11             | 56               | Első nyolc helyen végzett csapat                                                                             | Az utolsó két helyen végzett csapat a másodosztály első két helyezettjével játszik osztályozókat a bentmaradásért                                                                 |
| 26. | 2018–19 | 13             | 57               | Első hat helyen végzett csapat, a 7-10. helyen végzett csapatok osztályozókat játszanak két rájátszáshelyért | Az utolsó helyen végzett csapat osztályozót játszik a bentmaradásért a másodosztály győztesével                                                                                   |
| 27. | 2019–20 | 13             | 48               | Első hat helyen végzett csapat, a 7-12. helyen végzett csapatok osztályozókat játszanak két rájátszáshelyért | Nincs kiesés a ligából |
| 28. | 2020–21 | 12             | 50               | Első hat helyen végzett csapat, a 7-10. helyen végzett csapatok osztályozókat játszanak két rájátszáshelyért | Nincs kiesés a ligából |
| 29. | 2021–22 | 12             | 50               | Első hat helyen végzett csapat, a 7-10. helyen végzett csapatok osztályozókat játszanak két rájátszáshelyért | Az utolsó helyen végzett csapat osztályozót játszik a bentmaradásért a másodosztály győztesével                                                                                   |
| 30. | 2022–23 | 12             | 50               | Első hat helyen végzett csapat, a 7-10. helyen végzett csapatok osztályozókat játszanak két rájátszáshelyért | Az utolsó helyen végzett csapat automatikusan kiesik |
| 31. | 2023–24 | 12             | 50               | Első hat helyen végzett csapat, a 7-10. helyen végzett csapatok osztályozókat játszanak két rájátszáshelyért | Az utolsó helyen végzett csapat automatikusan kiesik |
| 32. | 2024–25 | 12             | 54               | Első hat helyen végzett csapat, a 7-10. helyen végzett csapatok osztályozókat játszanak két rájátszáshelyért | Az utolsó helyen végzett csapat automatikusan kiesik |
| 33. | 2025–26 | 12             | 54               | Első hat helyen végzett csapat, a 7-10. helyen végzett csapatok osztályozókat játszanak két rájátszáshelyért | Az utolsó két helyen végzett csapat osztályozókat játszik a másodosztály első két helyezett csapatával.                                                                           |

### Játékszabályok
A 2006–07-es szezontól az alapszakasz mérkőzései nem érhetnek véget döntetlennel, a rendes játékidőt ilyen esetben ötperces hosszabbítás követi. Ha a hosszabbításban sem születik újabb gól, szétlövés következik, először öt játékossal mindkét csapatból, majd egyenlő számú találat esetén hirtelen halál dönt. Hosszabbítás vagy szétlövés után a rendes játékidő utáni eredményhez hozzáadnak egy gólt a győztes csapat javára. A rendes játékidőben megszerzett győzelemért három pont, a hosszabbításban szerzett győzelemért két pont, a hosszabbítás utáni vereségért egy pont, míg a rendes játékidő utáni vereségért nulla pont jár.

## Résztvevők

### Jelenlegi csapatok
A 2025-26-os szezonban részt vevő 12 csapat, zárójelben a csapatok magyar nyelvű sajtóban használt neveivel:
| Konferencia | Csapat (rövidítés)                                               | Város            | Kerület                 | Stadion                         | Férőhely | Alapítás éve | Vezetőedző       |
| --- | ---------------------------------------------------------------- | ---------------- | ----------------------- | ------------------------------- | -------- | ------------ | ---------------- |
| Nyugati | DOXXbet Vlci Žilina (ZIL) (DOXXbet Zsolnai farkasok)             | Zsolna           | Zsolnai kerület         | Niké Aréna                      | 6 200    | 1925         | Milan Bartovič   |
| Nyugati | HC MONACObet Banská Bystrica (BBY) (HC MONACObet Besztercebánya) | Besztercebánya   | Besztercebányai kerület | Tipsport Aréna (Besztercebánya) | 3 016    | 1922         | Vladimír Országh |
| Nyugati | HC Slovan Bratislava (SLO) (HC Slovan Pozsony)                   | Pozsony          | Pozsonyi kerület        | TIPOS aréna                     | 10 000   | 1921         | Peter Oremus     |
| Nyugati | HK Dukla Trenčín (TRE) (HK Dukla Trencsén)                       | Trencsén         | Trencséni kerület       | Pavol Demitra Jégcsarnok        | 6 150    | 1962         | Ernest Bokroš    |
| Nyugati | HK Nitra (NIT) (HK Nyitra)                                       | Nyitra           | Nyitrai kerület         | Tipsport Aréna (Nyitra)         | 3 600    | 1926         | Andrej Kmeč      |
| Nyugati | HKM Zvolen (ZVO) (HKM Zólyom)                                    | Zólyom           | Besztercebányai kerület | Zólyomi Jégcsarnok              | 5 345    | 1927         | Peter Mikula     |
| Keleti | HC Košice (KOS) (HC Kassa)                                       | Kassa            | Kassai kerület          | Steel Aréna                     | 8 347    | 1962         | Dan Ceman        |
| Keleti | HC Prešov (PRE) (HC Eperjes)                                     | Eperjes          | Eperjesi kerület        | ICE Aréna                       | 3 600    | 2023         | Steve Kasper     |
| Keleti | HK Dukla Ingema Michalovce (MIC) (HK Dukla Ingema Nagymihály)    | Nagymihály       | Kassai kerület          | Nagymihályi Jégcsarnok          | 4 000    | 1974         | Tomek Valtonen   |
| Keleti | HK Poprad (POP) (HK Poprád)                                      | Poprád           | Eperjesi kerület        | Poprádi Városi Jégcsarnok       | 4 233    | 1930         | Todd Bjorkstrand |
| Keleti | HK Spišská Nová Ves (SNV) (HK Igló)                              | Igló             | Kassai kerület          | Spiš aréna                      | 4 300    | 1932         | Jason O´Leary    |
| Keleti | HK 32 Liptovský Mikuláš (LMI) (HK 32 Liptószentmiklós)           | Liptószentmiklós | Zsolnai kerület         | JL aréna                        | 3 680    | 1932         | Pēteris Skudra   |
| Žilina Trenčín Nitra Prešov Spišská Nová Ves Banská Bystrica Zvolen Poprad Košice Michalovce Liptovský Mikuláš Bratislava A 2025–26-os szezon résztvevői · Nyugati konferencia Keleti konferencia |                                                                  |                  |                         |                                 |          |              |                  |

A Tipsport liga csapatainak jégcsarnokai
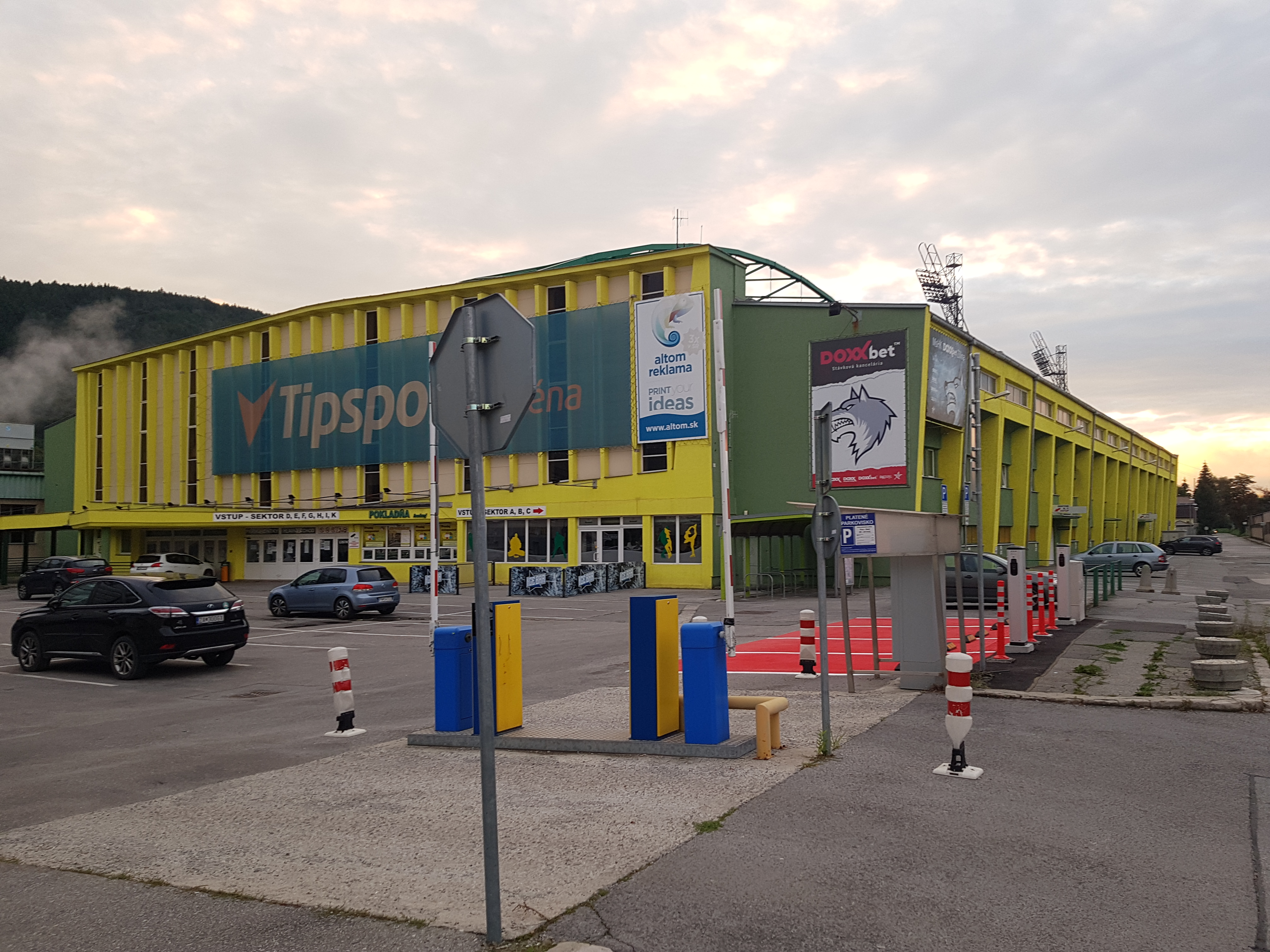
A zsolnai Niké Aréna
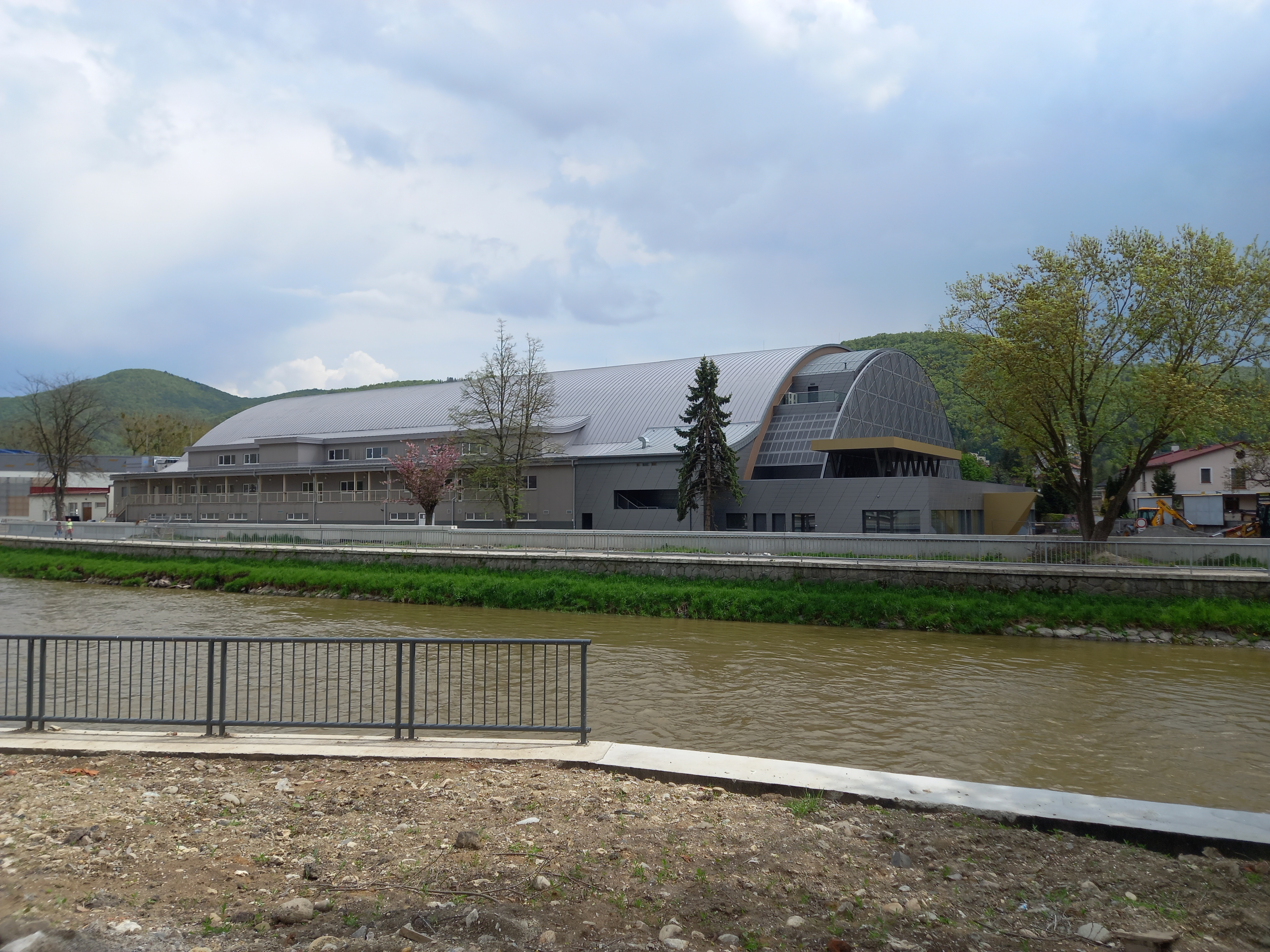
A besztercebányai Tipsport Aréna
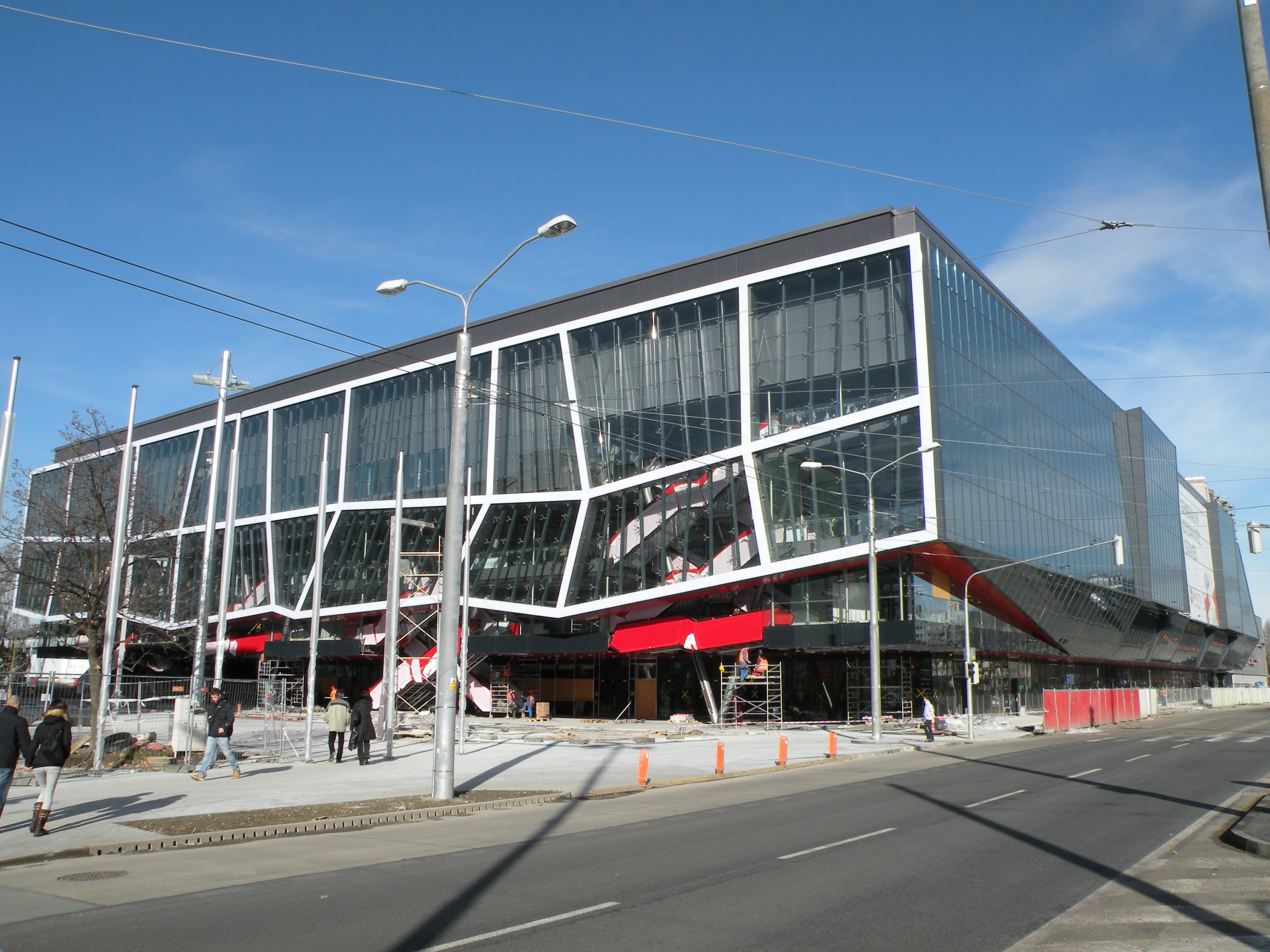
A pozsonyi TIPOS aréna
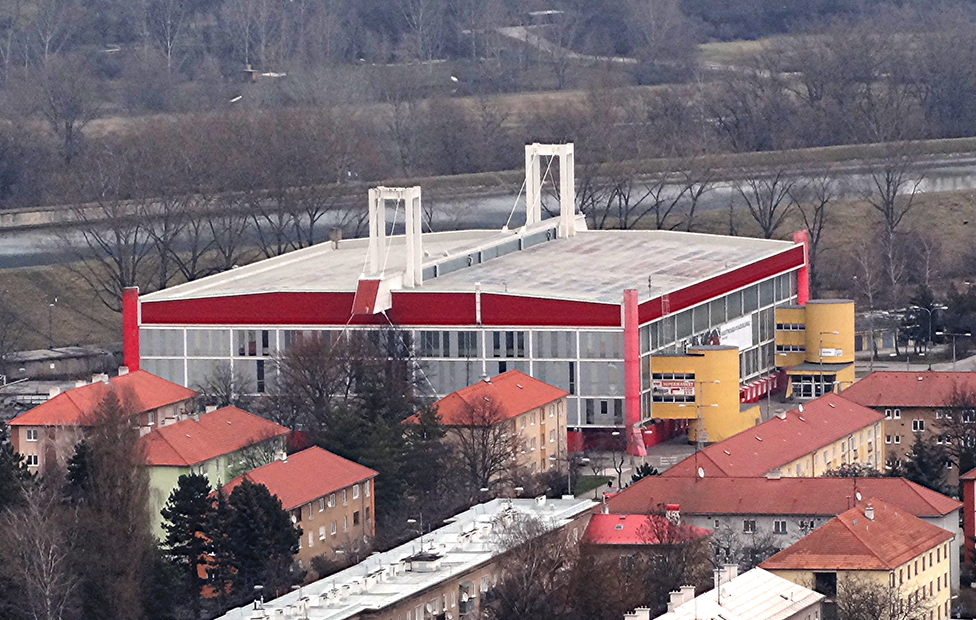
A trencséni Pavol Demitra jégcsarnok
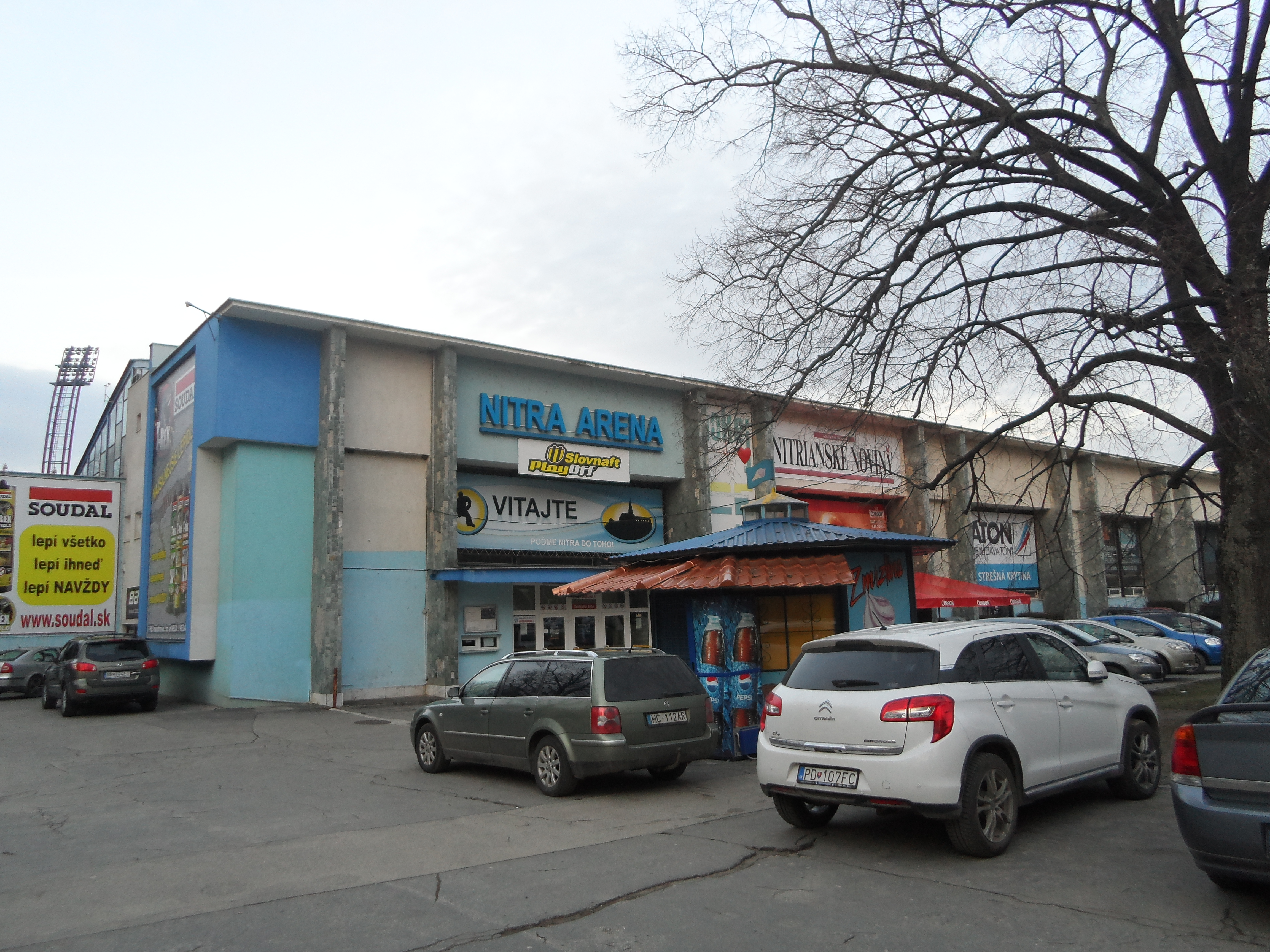
A nyitrai Tipsport Aréna
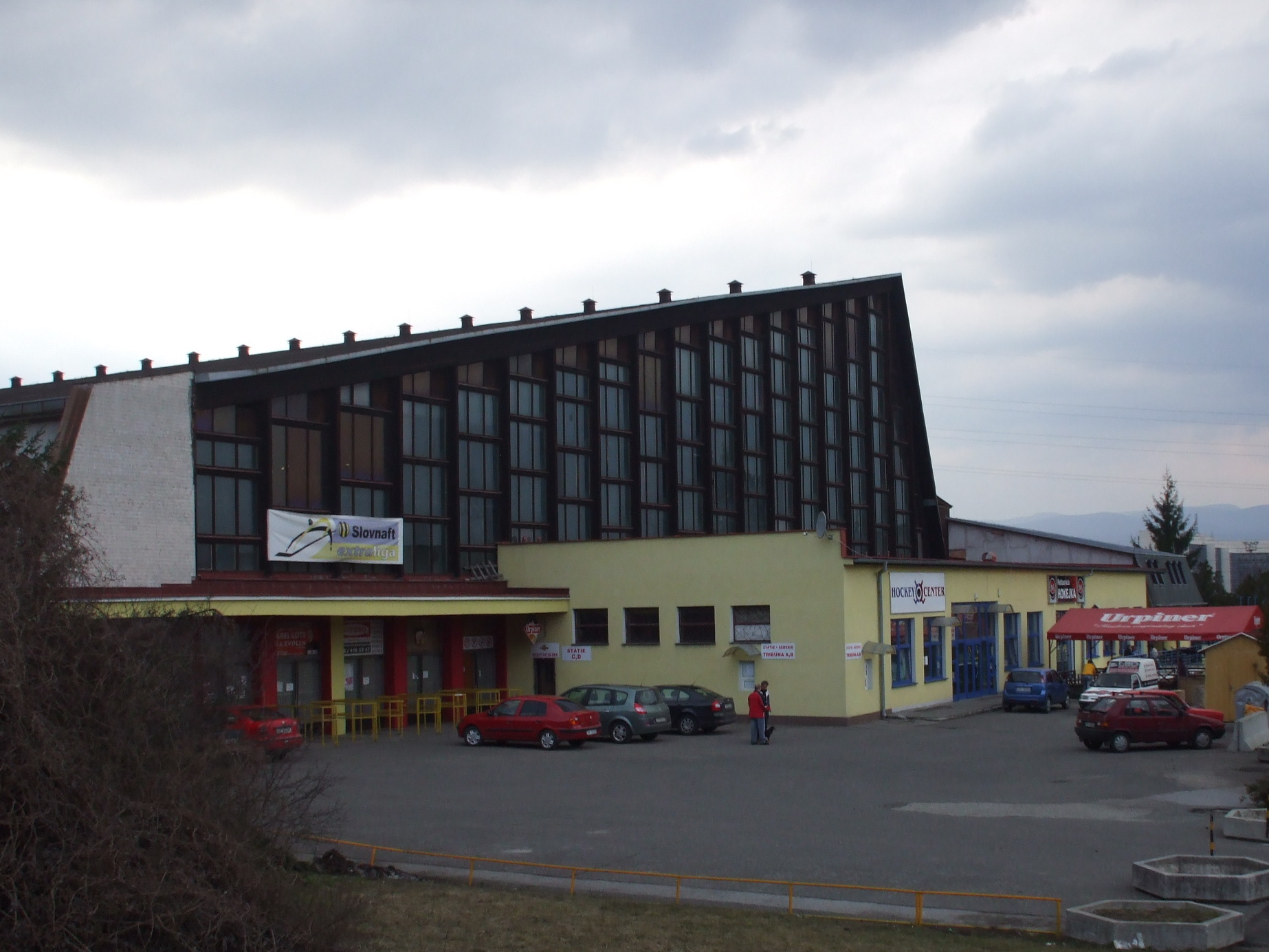
A zólyomi jégcsarnok
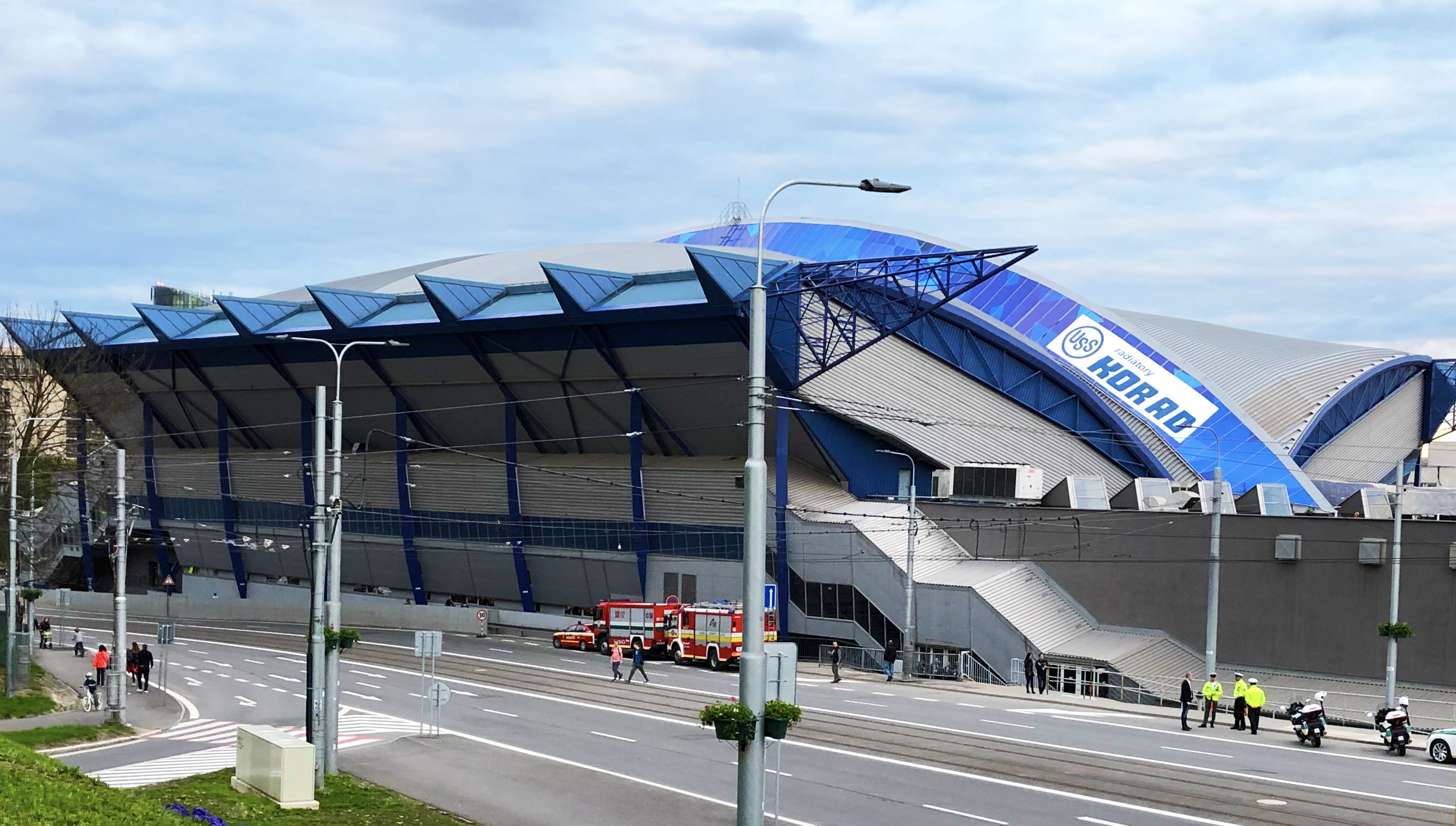
A kassai Steel Aréna
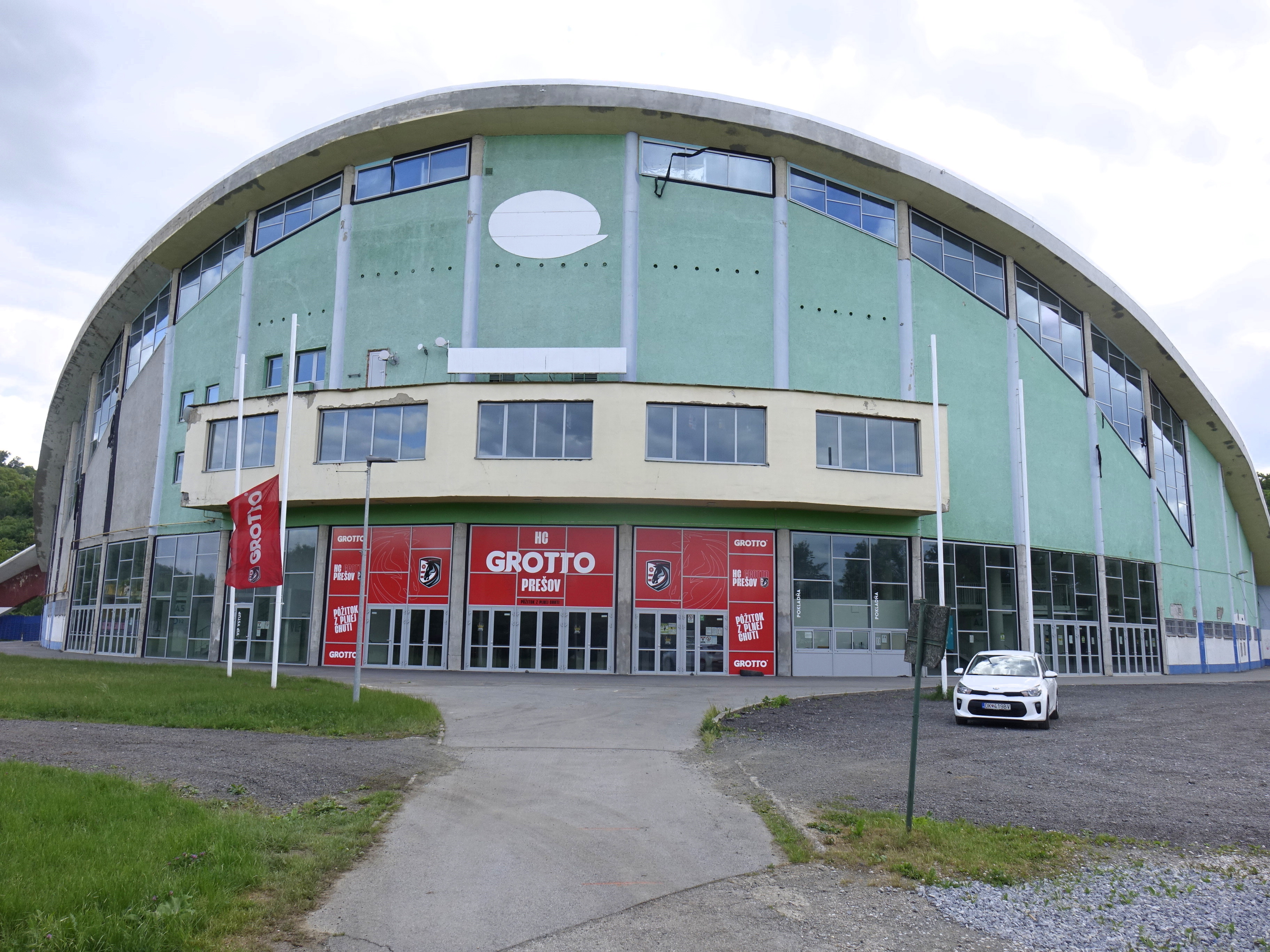
Az eperjesi ICE Aréna
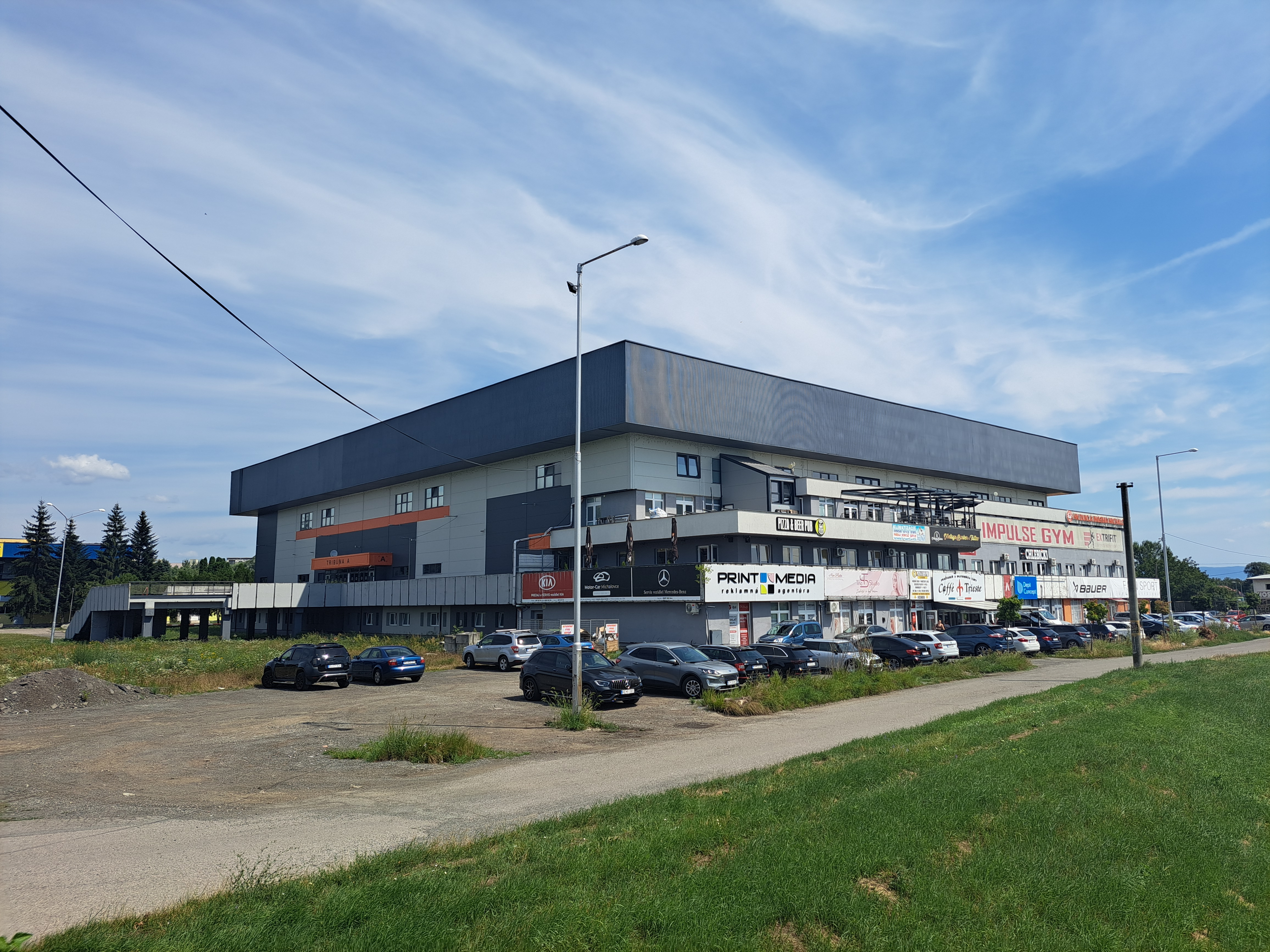
A nagymihályi jégcsarnok
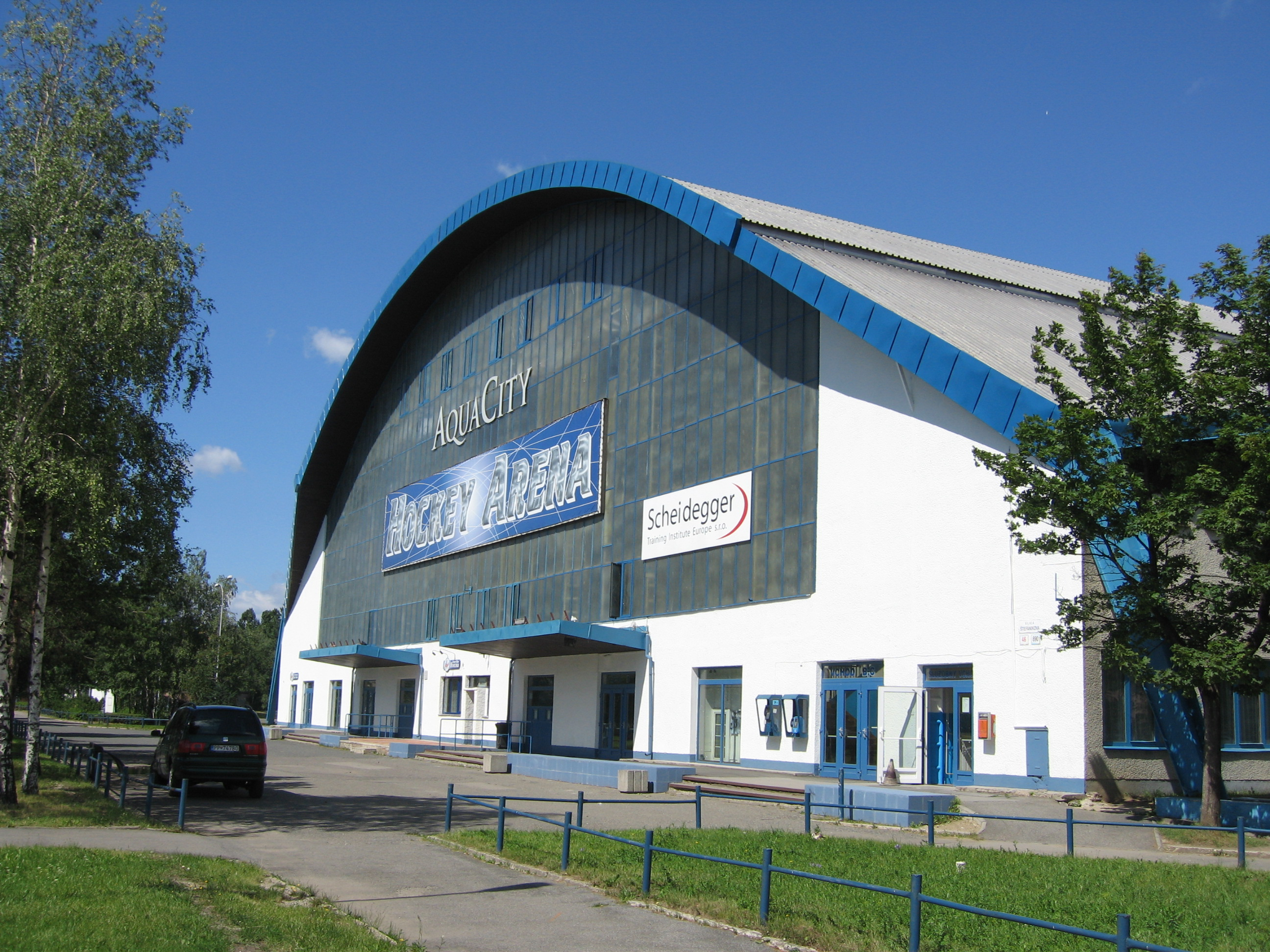
A poprádi városi jégcsarnok
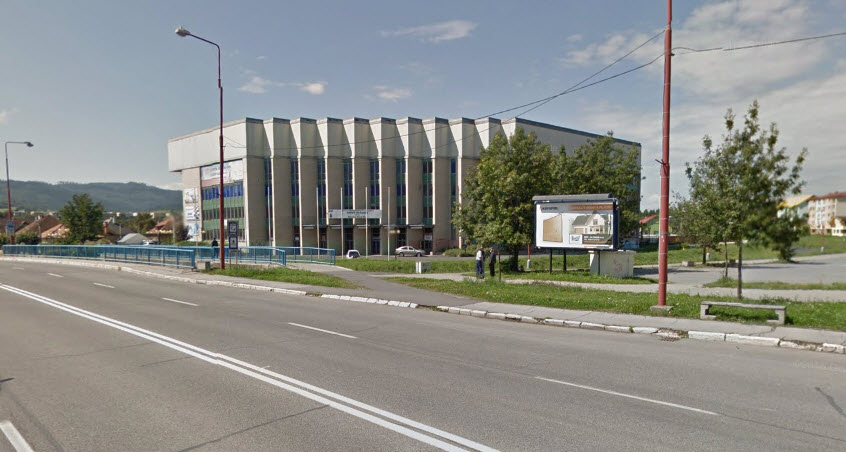
Az igló Spiš aréna
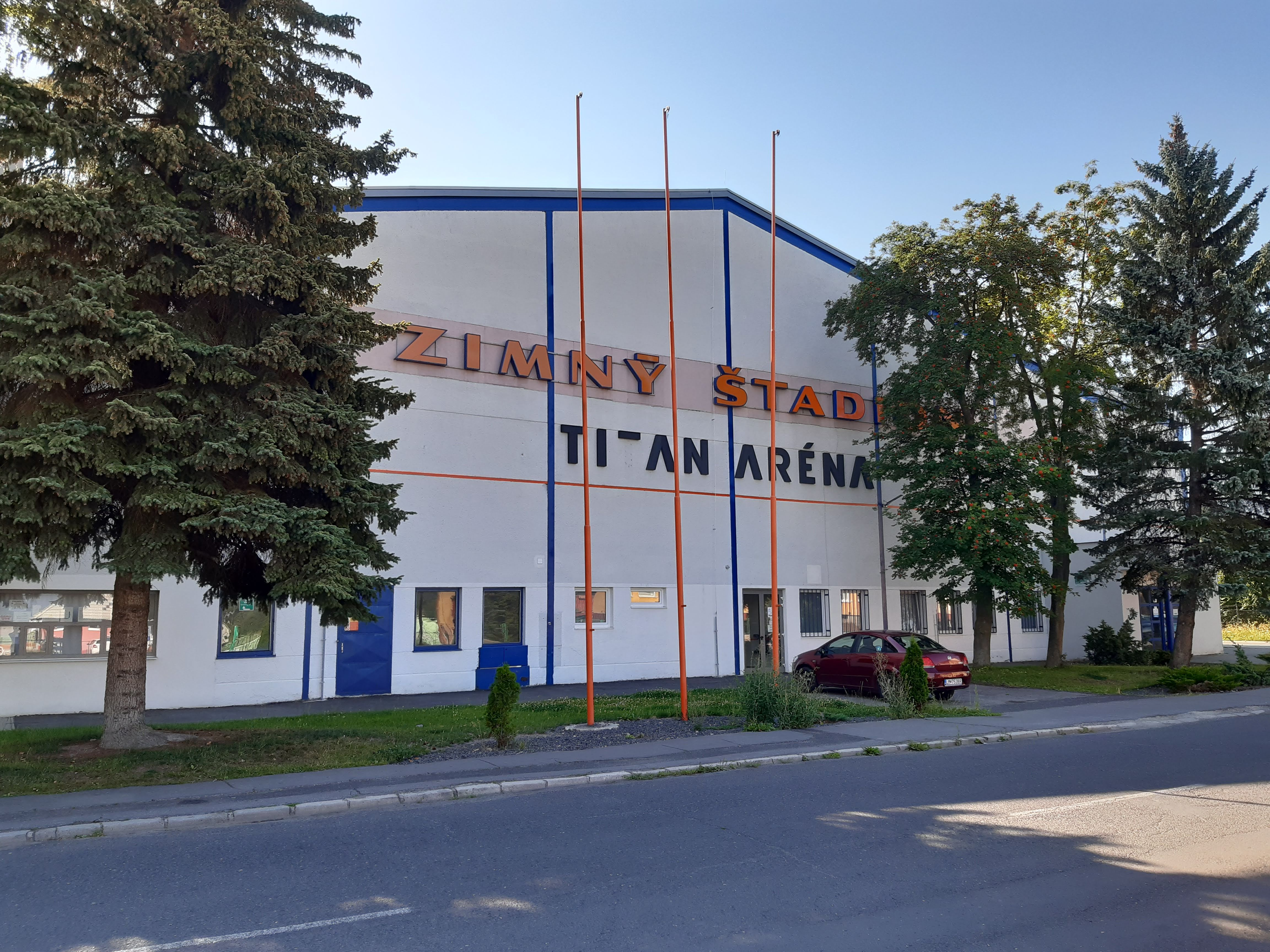
A liptószentmiklósi JL aréna

### Korábbi csapatok
| Csapat                                                  | Város            | Stadion                                          | Férőhely    | Alapítás éve | Aktív évek                      | Megjegyzés                                                                                           |
| ------------------------------------------------------- | ---------------- | ------------------------------------------------ | ----------- | ------------ | ------------------------------- | --- |
| MHC Mountfield Martin (MHC Mountfield Turócszentmárton) | Turócszentmárton | Turócszentmártoni Jégcsarnok                     | 4 200       | 1932         | 1993-1999, 2000-2004, 2005-2017 | 2017-ben pénzügyi gondok miatt megszűnt                                                              |
| HK Skalica (HK Szakolca)                                | Szakolca         | Szakolcai Jégcsarnok                             | 4 095       | 1936         | 1997-2016                       | A szlovák másodosztályban játszik                                                                    |
| HC 19 Humenné (HC 19 Homonna)                           | Homonna          | Homonnai jégcsarnok                              | 3 150       | 2019         | 2023-2024                       | A szlovák másodosztályban játszik                                                                    |
| HK Orange 20                                            | Pöstyén Pozsony  | Pöstyéni Jégcsarnok Vladimír Dzurilla Jégcsarnok | 3 500 3 500 | 2007         | 2007-2019                       | Megszűnt, a szlovák U20-as nemzeti válogatott felkészüléséhez alapították a junior világbajnokságra. |
| HC Nové Zámky (HC Érsekújvár)                           | Eperjes          | Érsekújvári Téli Stadion                         | 3 200       | 1965         | 2016-2025                       | A szlovák másodosztályban játszik                                                                    |
| ŠHK 37 Piešťany (ŠHK 37 Pöstyén)                        | Pöstyén          | Pöstyéni Jégcsarnok                              | 3 500       | 1937         | 2012-2016                       | A szlovák harmadosztályban játszik                                                                   |
| MHK Dubnica nad Váhom (MHK Máriatölgyes)                | Máriatölgyes     | Máriatölgyesi Jégcsarnok                         | 3 500       | 1942         | 1994-1997, 2004-2005            | A szlovák másodosztályban játszik                                                                    |
| HC 07 Orin Detva (HC 07 Orin Gyetva)                    | Gyetva           | Gyetvai Jégcsarnok                               | 1 800       | 2007         | 2017-2021                       | A szlovák harmadosztályban játszik                                                                   |
| DVTK Jegesmedvék                                        | Miskolc          | Miskolci Jégcsarnok                              | 2 000       | 1994         | 2018-2021                       | Visszatért az Erste Ligába                                                                           |
| MHK Kežmarok (MHK Késmárk)                              | Késmárk          | Késmárki Jégcsarnok                              | 3 000       | 1931         | 2007-2009                       | A szlovák harmadosztályban játszik                                                                   |
| MAC Újbuda                                              | Budapest         | Vasas Jégcentrum                                 | 1 500       | 1993         | 2018-2020                       | Visszatért az Erste Ligába, ahol Budapest Jégkorong Akadémia Hockey Club néven játszik               |

### Rivalizálások

#### HC Slovan Bratislava – HC Košice
A bajnokságban a legnagyobb rivalizálás az ország két legnagyobb városa, Pozsony és Kassa csapata között van. A két csapat a földrajzi elhelyezkedéséből az ország két felét képviselik. A HC Slovan Bratislava, illetve a HC Košice jogelődje is több mint 100 éve lett alapítva, amennyi év alatt a két város csapata sokszor a két legerősebb jégkorongcsapatá vált. A Csehszlovák Jégkorongligában is a szlovákiai csapatok közül a két legdominánsabb csapat volt. A Tipsport liga fennállása óta 6-szor mérkőzött meg a Slovan és a Košice a rájátszás döntőjében, többször, mint bármelyik más csapat. A rivalizálás 2012 és 2019 között szünetelt, mert a Slovan Bratislava az orosz Kontinentális Jégkorong Ligához csatlakozott, így nem vett részt a szlovák nemzeti bajnokságban.

#### HK Dukla Trenčín – HC Košice
A bajnokság egyik legnagyobb rivalizásása a Trencsén és Kassa csapata között van, ennek a csúcspontja a 90-es években volt, amikor az 1994-től az 1997-ig mind a négy rájátszásdöntőben a Trencsén és Kassa mérkőzött meg a bajnoki címért, ebben az időszakban ez a két csapat jelentette a legnagyobb erőt a szlovák nemzeti ligában. Ez a két csapat a Poprád mellett azon kevés csapatok közé tartozik, amelyek minden szezonban részt vettek a bajnokságban.

#### HC MONACObet Banská Bystrica – HKM Zvolen
A besztercebányai és zólyomi csapat rivalizálását elsősorban a földrajzi közelségük hozta létre. A két csapat közötti meccseket szlovákul pohronské derby-nek (magyarul: Garammenti-rangadó) nevezik, mivel mindkét város a Garam (szlovákul: Hron) folyó mellett fekszik. Rájátszásdöntőt még a két csapat nem játszott egymás ellen, de a két közeli település mérkőzései az alapszakasz és rájátszás idején is sok nézőt vonz.

#### Szlovák csapatok – magyar csapatok
A szlovák bajnokságban magyar csapatok csak 3 évig vettek részt, így a szlovák és magyar csapatok közötti rivalizálást nem hosszú közös múlt hozta létre, hanem a két nép közötti viszony. A két nemzet csapatai nemcsak városukat, hanem hazájukat is képviselték egy-egy meccsen. Ennek a rivalizálásnak volt erőszakos kimenetele, a 2018. szeptember 21-én játszott DVTK Jegesmedvék – HKM Zvolen mérkőzésen a szlovák jégkorongultrák a magyar szurkolókra támadtak. A magyar csapatok távozásával ez a rivalizálás megszűnt.

#### HK Poprad – HK Spišská Nová Ves
A poprádi és az iglói csapat rivalizálása a földrajzi közelségükből fakad, és hogy a két város a Szepesség két legnépesebb települése, emiatt is nevezik spišské derby-nek (magyarul: szepesi rangadó). Az iglói csapat a 2000-es és 2010-es években általában hiányzott az első osztályból, de 2021-től újból tagja a ligának.

#### HK Nové Zámky – HK Nitra
Az érsekújvári és a nyitrai csapat rivalizálása 2016 óta van jelen, amikor az érsekjúvári csapat feljutott a szlovák elsőosztályba. A két csapat székhelye egyaránt a Nyitrai kerületben van, ezért hívják sokszor kerületi rangadónak (krajské derby) nevezik, aminek keretében a kerület két legnagyobb városa mérkőzik meg egymással.

#### HC Košice – HK Dukla Ingema Michalovce
A kassai és nagymihályi csapat rivalizálása 2019-ben kezdődött, amikor a Dukla Michalovce csapata először jutott fel az első osztályba, és azóta folyamatosan a képviseli a várost a ligában. A két csapat a keleti országrészben játszik, ezért a versengésüket kelet-szlovák rangadónak (szlovákul: východoslovenské derby) is nevezik.

## Helyezések csapatok szerint
Bajnokok megoszlása
| Helyezés | Csapat                     |    |   |   | Összesen |
| -------- | -------------------------- | -- | - | - | -------- |
| 1.       | HC Košice                  | 10 | 7 | 3 | 20       |
| 2.       | HC Slovan Bratislava       | 9  | 2 | 5 | 16       |
| 3.       | HK Dukla Trenčín           | 3  | 5 | 3 | 11       |
| 4.       | HKM Zvolen                 | 3  | 5 | 3 | 11       |
| 5.       | Banská Bystrica            | 3  | 2 | 2 | 7        |
| 6.       | HK Nitra                   | 2  | 4 | 4 | 10       |
| 7.       | MsHK DOXXbet Žilina        | 1  | 0 | 1 | 2        |
| 8.       | HK Poprad                  | 0  | 3 | 2 | 5        |
| 9.       | HK Skalica                 | 0  | 1 | 2 | 3        |
| 10.      | HK Spišská Nová Ves        | 0  | 1 | 1 | 2        |
| 11.      | MHC Martin                 | 0  | 0 | 2 | 2        |
| 12.      | HK Dukla Ingema Michalovce | 0  | 0 | 2 | 2        |

## Bajnokok Ligája
A Tipsport liga rájátszásának győztese kvalifikálhatta magát a Bajnokok Ligája adott évi csoportkörébe a 2023–24-es szezonig. A 2024-25-ös CHL-szezonban a szlovák bajnokság győztesének nem biztosítottak helyet.
| Csapat                 | Szezon    | Alapszakasz        | Rájátszás                                                 | LM | Gy | Gy.h. | V.h. | V. | L.G. | K.G. | GK. | P | CHL-ligarangsor |
| ---------------------- | --------- | ------------------ | --------------------------------------------------------- | -- | -- | ----- | ---- | -- | ---- | ---- | --- | - | --------------- |
| HC Košice              | 2014–2015 | Csoportkör 3. hely | Nem jutott be                                             | 6  | 2  | 0     | 1    | 3  | 14   | 16   | -2  | 7 | 6. helyezett    |
| HC Košice              | 2015–2016 | Csoportkör 2. hely | Tizenhatoddöntő, vereség Skellefteå AIK ellen (4-6)       | 4  | 1  | 1     | 0    | 2  | 7    | 8    | -1  | 5 | 7. helyezett    |
| HK Nitra               | 2015–2016 | Csoportkör 3. hely | Nem jutott be                                             | 4  | 0  | 0     | 1    | 3  | 4    | 18   | -14 | 1 | 7. helyezett    |
| HC Košice              | 2016–2017 | Csoportkör 2. hely | Tizenhatoddöntő, vereség HC Fribourg-Gottéron ellen (2-5) | 4  | 1  | 1     | 0    | 2  | 7    | 8    | -1  | 5 | 6. helyezett    |
| HK Nitra               | 2016–2017 | Csoportkör 1. hely | Tizenhatoddöntő, vereség HC Vítkovice Ridera ellen (0-12) | 4  | 0  | 0     | 1    | 3  | 10   | 15   | -5  | 1 | 6. helyezett    |
| HC ’05 Banská Bystrica | 2017–2018 | Csoportkör 4. hely | Nem jutott be                                             | 6  | 2  | 0     | 0    | 4  | 13   | 18   | -5  | 6 | 7. helyezett    |
| HC ’05 Banská Bystrica | 2018–2019 | Csoportkör 4. hely | Nem jutott be                                             | 6  | 1  | 0     | 1    | 4  | 14   | 24   | -10 | 2 | 9. helyezett    |
| HC ’05 Banská Bystrica | 2019–2020 | Csoportkör 4. hely | Nem jutott be                                             | 6  | 0  | 1     | 1    | 4  | 10   | 23   | -13 | 3 | 10. helyezett   |
| HC Slovan Bratislava   | 2021–2022 | Csoportkör 4. hely | Nem jutott be                                             | 6  | 0  | 0     | 0    | 6  | 8    | 23   | -15 | 0 | 12. helyezett   |
| HC Slovan Bratislava   | 2022–2023 | Csoportkör 4. hely | Nem jutott be                                             | 6  | 0  | 0     | 0    | 6  | 9    | 26   | -17 | 0 | 12. helyezett   |
| HC Košice              | 2023–2024 | Főcsoport 24. hely | Nem jutott be                                             | 6  | 0  | 0     | 0    | 6  | 9    | 22   | -13 | 0 | 11. helyezett   |

## Kontinentális Kupa

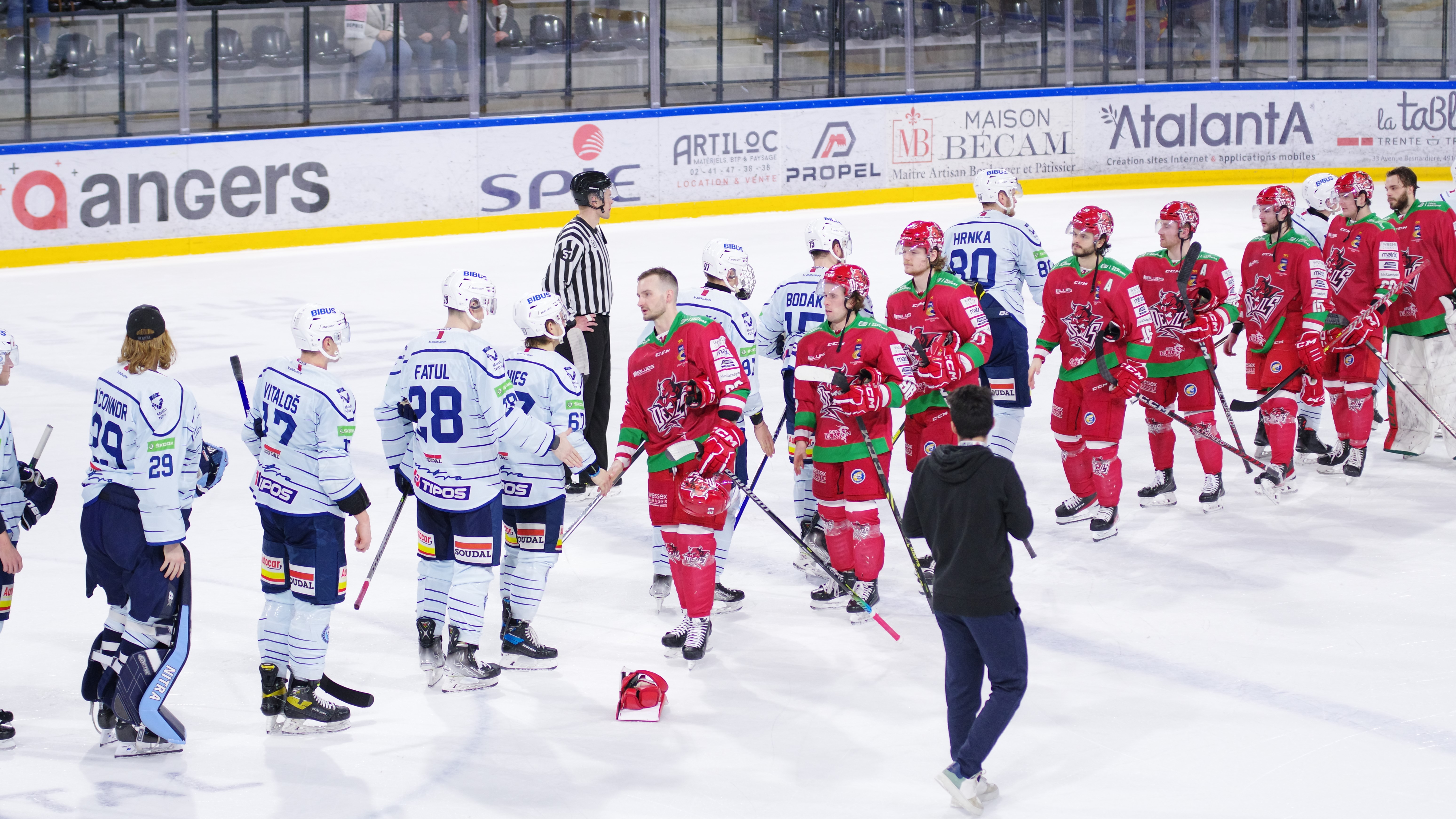
A HK Nitra csapata a Cardiff Devils ellen a Kontinentális Kupa döntőjében 2023-ban

A Tipos Extraliga rájátszásának második helyezettje kvalifikálja magát a Kontinentális Kupa adott évi csoportkörébe.
| Csapat               | Szezon  | Csoportkör                                            | Végső forduló |
| -------------------- | ------- | ----------------------------------------------------- | ------------- |
| HC VSŽ Košice        | 1997–98 | N csoport 1. hely                                     | Kupagyőztes   |
| HC Košice            | 1998–99 | -                                                     | 2. hely       |
| HK Dukla Trenčín     | 1998–99 | B csoport 1. hely H csoport 1. hely N csoport 2. hely | Nem jutott be |
| ŠKP Poprad           | 1998–99 | H csoport 2. hely                                     | Nem jutott be |
| HKM Zvolen           | 1999–00 | N csoport 1. hely                                     | 4. hely       |
| HC Košice            | 1999–00 | N csoport 2. hely                                     | Nem jutott be |
| HKM Zvolen           | 2000–01 | H csoport 1. hely N csoport 3. hely                   | Nem jutott be |
| HC Slovan Bratislava | 2000–01 | N csoport 1. hely                                     | 3. hely       |
| HKM Zvolen           | 2001–02 | O csoport 1. hely                                     | 3. hely       |
| HC Slovan Bratislava | 2002–03 | L csoport 1. hely N csoport 3. hely                   | 5. hely       |
| HC Slovan Bratislava | 2003–04 | N csoport 1. hely                                     | Kupagyőztes   |
| HKM Zvolen           | 2003–04 | I csoport 3. hely                                     | Nem jutott be |
| HKM Zvolen           | 2004–05 | -                                                     | Kupagyőztes   |
| MHC Martin           | 2008–09 | -                                                     | Kupagyőztes   |
| HK Poprad            | 2021–22 | E csoport 3. hely                                     | Nem jutott be |
| HK Nitra             | 2022–23 | F csoport 1. hely                                     | Kupagyőztes   |

## Szezonok
Az Extraliga elmúlt szezonjainak alapszakaszgyőztesei, illetve rájátszásainak első három helyezettjei a legtöbb gólt szerző játékosokkal.
| No. | Szezon  | Bajnok Vladimír Dzurilla-kupa                                                    | Második hely                                                                     | Harmadik hely                                                                    | Gólkirály                                                                    | Alapszakasz győztese Dušan Pašek-kupa     |
| --- | ------- | -------------------------------------------------------------------------------- | -------------------------------------------------------------------------------- | -------------------------------------------------------------------------------- | ---------------------------------------------------------------------------- | ----------------------------------------- |
| 1.  | 1993–94 | Dukla Trenčín                                                                    | HC Košice                                                                        | Martimex ZŤS Martin                                                              | Miroslav Šatan (Dukla Trenčín, 42 gól)                                       | Dukla Trenčín (54 pont)                   |
| 2.  | 1994–95 | HC Košice                                                                        | Dukla Trenčín                                                                    | Slovan Bratislava                                                                | Vlastimil Plavucha (HC Košice, 47 gól)                                       | Dukla Trenčín (86 pont)                   |
| 3.  | 1995–96 | HC Košice                                                                        | Dukla Trenčín                                                                    | Slovan Harvard Bratislava                                                        | Vlastimil Plavucha (HC Košice, 34 gól)                                       | HC Košice (55 pont)                       |
| 4.  | 1996–97 | Dukla Trenčín                                                                    | HC Košice                                                                        | ŠKP PS Poprad                                                                    | Ján Pardavý (Dukla Trenčín, 42 gól)                                          | Dukla Trenčín (57 pont)                   |
| 5.  | 1997–98 | Slovan Harvard Bratislava                                                        | HC Košice                                                                        | HC ŠKP Poprad                                                                    | Vlastimil Plavucha (HC Košice, 37 gól)                                       | Slovan Harvard Bratislava (58 pont)       |
| 6.  | 1998–99 | HC Košice                                                                        | Slovan Harvard Bratislava                                                        | HK 36 Skalica                                                                    | Ján Lipiansky (Slovan Harvard Bratislava, 36 gól)                            | Slovan Harvard Bratislava (39 pont)       |
| 7.  | 1999–00 | Slovan Harvard Bratislava                                                        | HKm Zvolen                                                                       | Dukla Trenčín                                                                    | Vlastimil Plavucha (HKm Zvolen, 49 gól)                                      | Slovan Harvard Bratislava (75 pont)       |
| 8.  | 2000–01 | HKm Zvolen                                                                       | Dukla Trenčín                                                                    | Slovan Harvard Bratislava                                                        | Ján Plch (HKm Zvolen, 40 gól)                                                | HKm Zvolen (125 pont)                     |
| 9.  | 2001–02 | Slovan Slovnaft Bratislava                                                       | HKm Zvolen                                                                       | HC Košice                                                                        | Jaroslav Török (HKm Zvolen, 38 gól)                                          | HKm Zvolen (76 pont)                      |
| 10. | 2002–03 | Slovan Slovnaft Bratislava                                                       | HC Košice                                                                        | HKm Zvolen                                                                       | Arne Kroták (HC Košice, 35 gól)                                              | Slovan Slovnaft Bratislava (107 pont)     |
| 11. | 2003–04 | Dukla Trenčín                                                                    | HKm Zvolen                                                                       | Slovan Slovnaft Bratislava                                                       | Martin Bartek (HKm Zvolen, 46 gól)                                           | Dukla Trenčín (121 pont)                  |
| 12. | 2004–05 | Slovan Slovnaft Bratislava                                                       | HKm Zvolen                                                                       | Dukla Trenčín                                                                    | Marián Gáborík (Dukla Trenčín, 33 gól)                                       | HKm Zvolen (107 pont)                     |
| 13. | 2005–06 | MsHK Žilina                                                                      | HK Tatravagónka ŠKP Poprad                                                       | HK Dynamax Nitra                                                                 | Ľubomír Kolník (HK Dynamax Nitra, 33 gól)                                    | HK Dynamax Nitra (99 pont)                |
| 14. | 2006–07 | HC Slovan Bratislava                                                             | Dukla Trenčín                                                                    | HC Košice                                                                        | Marek Uram (HC Slovan Bratislava, 43 gól)                                    | HC Košice (106 pont)                      |
| 15. | 2007–08 | HC Slovan Bratislava                                                             | HC Košice                                                                        | HK 36 Skalica                                                                    | Martin Kuľha (HC Slovan Bratislava, 41 gól)                                  | HC Slovan Bratislava (119 pont)           |
| 16. | 2008–09 | HC Košice                                                                        | HK 36 Skalica                                                                    | HC Slovan Bratislava                                                             | Žigmund Pálffy (HK 36 Skalica, 64 gól)                                       | HC Košice (126 pont)                      |
| 17. | 2009–10 | HC Košice                                                                        | HC Slovan Bratislava                                                             | MHC Martin                                                                       | Martin Kuľha (HC Slovan Bratislava, 32 gól)                                  | HC Slovan Bratislava (117 pont)           |
| 18. | 2010–11 | HC Košice                                                                        | HK ŠKP Poprad                                                                    | HC ’05 Banská Bystrica                                                           | Michel Miklík (HC Košice, 37 gól)                                            | HC Košice (137 pont)                      |
| 19. | 2011–12 | HC Slovan Bratislava                                                             | HC Košice                                                                        | Dukla Trenčín                                                                    | Martin Kuľha (HK Poprad, 35 gól)                                             | HC Košice (110 pont)                      |
| 20. | 2012–13 | HKM Zvolen                                                                       | HC Košice                                                                        | HK Nitra                                                                         | Roman Tománek (HK Nitra, 42 gól)                                             | HKM Zvolen (115 pont)                     |
| 21. | 2013–14 | HC Košice                                                                        | HK Nitra                                                                         | HC ’05 Banská Bystrica                                                           | Roman Tomas (MsHK DOXXbet Žilina, 40 gól)                                    | HC Košice (125 pont)                      |
| 22. | 2014–15 | HC Košice                                                                        | HC ’05 Banská Bystrica                                                           | HK Nitra                                                                         | Petr Kafka (HC ’05 Banská Bystrica, 36 gól)                                  | HC Košice (123 pont)                      |
| 23. | 2015–16 | HK Nitra                                                                         | HC ’05 iClinic Banská Bystrica                                                   | HC Košice                                                                        | Lukáš Hvila (HC ’05 Banská Bystrica, 34 gól)                                 | HC Košice (106 pont)                      |
| 24. | 2016–17 | HC ’05 iClinic Banská Bystrica                                                   | HK Nitra                                                                         | MsHK Žilina                                                                      | Ladislav Nagy (HC Košice, 30 gól)                                            | HC ’05 iClinic Banská Bystrica (119 pont) |
| 25. | 2017–18 | HC ’05 iClinic Banská Bystrica                                                   | HK Dukla Trenčín                                                                 | HK Nitra                                                                         | Timothy James Coffman (HKM Zvolen, 33 gól) Matej Paulovič (HK Nitra, 33 gól) | HK Nitra (119 pont)                       |
| 26. | 2018–19 | HC ’05 iClinic Banská Bystrica                                                   | HK Nitra                                                                         | HKM Zvolen                                                                       | Samuel Buček (HK Nitra, 39 gól)                                              | HC ’05 iClinic Banská Bystrica (115 pont) |
| 27. | 2019–20 | A Covid-19-járvány miatt félbe lett szakítva a bajnokság, bajnokot nem hirdettek | A Covid-19-járvány miatt félbe lett szakítva a bajnokság, bajnokot nem hirdettek | A Covid-19-járvány miatt félbe lett szakítva a bajnokság, bajnokot nem hirdettek | Marcel Haščák (HC Košice, 33 gól)                                            | HC ’05 iClinic Banská Bystrica (102 pont) |
| 28. | 2020–21 | HKM Zvolen                                                                       | HK Poprad                                                                        | HK Dukla Ingema Michalovce                                                       | Marcel Haščák (HK Poprad, 45 gól)                                            | HKM Zvolen (103 pont)                     |
| 29. | 2021–22 | HC Slovan Bratislava                                                             | HK Nitra                                                                         | HKM Zvolen                                                                       | Samuel Buček (HK Nitra, 54 gól)                                              | HC Slovan Bratislava (104 pont)           |
| 30. | 2022–23 | HC Košice                                                                        | HKM Zvolen                                                                       | HK GROTTO Spišská Nová Ves                                                       | Max Gerlach (HC MV Transport Prešov, 34 gól)                                 | HC Košice (96 pont)                       |
| 31. | 2023–24 | HK Nitra                                                                         | HK Spišská Nová Ves                                                              | HK Dukla Ingema Michalovce                                                       | Ryan Dmowski (HK Poprad, 30 gól)                                             | HK Poprad (94 pont)                       |
| 32. | 2024–25 | HC Košice                                                                        | HK Nitra                                                                         | Vlci Žilina                                                                      | Adam Cracknell (HK Poprad) 35 gól)                                           | HK Spišská Nová Ves (103 pont)            |
| 33. | 2025–26 |                                                                                  |                                                                                  |                                                                                  |                                                                              |                                           |

| Csapat                  | 93/ 94 | 94/ 95 | 95/ 96 | 96/ 97 | 97/ 98 | 98/ 99 | 99/ 00 | 00/ 01 | 01/ 02 | 02/ 03 | 03/ 04 | 04/ 05 | 05/ 06 | 06/ 07 | 07/ 08 | 08/ 09 | 09/ 10 | 10/ 11 | 11/ 12 | 12/ 13 | 13/ 14 | 14/ 15 | 15/ 16 | 16/ 17 | 17/ 18 | 18/ 19 | 19/ 20 | 20/ 21 | 21/ 22 | 22/ 23 | 23/ 24 | 24/ 25 |
| ----------------------- | ------ | ------ | ------ | ------ | ------ | ------ | ------ | ------ | ------ | ------ | ------ | ------ | ------ | ------ | ------ | ------ | ------ | ------ | ------ | ------ | ------ | ------ | ------ | ------ | ------ | ------ | ------ | ------ | ------ | ------ | ------ | ------ |
| Košice                  | 2.     | 2.     | 1.     | 2.     | 2.     | 2.     | 7.     | 5.     | 3.     | 3.     | 4.     | 4.     | 2.     | 1.     | 2.     | 1.     | 3.     | 1.     | 1.     | 2.     | 1.     | 1.     | 1.     | 3.     | 5.     | 4.     | 3.     | 8.     | 5.     | 1.     | 4.     | 2.     |
| Dukla Trenčín           | 1.     | 1.     | 2.     | 1.     | 4.     | 5.     | 4.     | 3.     | 5.     | 4.     | 1.     | 3.     | 4.     | 4.     | 6.     | 6.     | 9.     | 5.     | 5.     | 6.     | 9.     | 6.     | 5.     | 9.     | 3.     | 6.     | 5.     | 7.     | 9.     | 9.     | 9.     | 8.     |
| Poprad                  | 6.     | 4.     | 4.     | 4.     | 3.     | 7.     | 3.     | 4.     | 4.     | 7.     | 8.     | 7.     | 5.     | 6.     | 7.     | 10.    | 6.     | 2.     | 4.     | 7.     | 5.     | 5.     | 6.     | 6.     | 6.     | 5.     | 4.     | 3.     | 6.     | 7.     | 1.     | 6.     |
| Zvolen                  | 10.    |        |        |        | 5.     | 4.     | 2.     | 1.     | 1.     | 2.     | 2.     | 1.     | 3.     | 2.     | 5.     | 3.     | 8.     | 6.     | 7.     | 1.     | 7.     | 4.     | 3.     | 5.     | 2.     | 2.     | 6.     | 1.     | 2.     | 3.     | 7.     | 10.    |
| Nitra                   | 5.     | 9.     | 6.     | 9.     | 9.     | 12.    |        |        | 10.    |        | 9.     | 5.     | 1.     | 7.     | 10.    | 9.     | 7.     | 8.     | 10.    | 3.     | 2.     | 2.     | 2.     | 2.     | 1.     | 3.     | 8.     | 5.     | 3.     | 10.    | 8.     | 3.     |
| 32 Liptovský Mikuláš    | 9.     | 5.     | 8.     | 6.     | 10.    | 6.     | 6.     | 7.     | 7.     | 9.     | 7.     | 8.     | 9.     | 9.     | 11.    | 4.     | 12.    |        |        |        |        |        |        | 10.    | 9.     | 11.    |        | 12.    | 12.    | 11.    | 10.    | 11.    |
| Slovan Bratislava       | 3.     | 3.     | 5.     | 3.     | 1.     | 1.     | 1.     | 2.     | 2.     | 1.     | 3.     | 2.     | 7.     | 3.     | 1.     | 2.     | 1.     | 4.     | 3.     |        |        |        |        |        |        |        | 2.     | 4.     | 1.     | 2.     | 5.     | 7.     |
| Martin                  | 4.     | 6.     | 3.     | 5.     | 7.     | 10.    |        | 8.     | 9.     | 6.     | 10.    |        | 10.    | 5.     | 3.     | 7.     | 5.     | 9.     | 9.     | 10.    | 8.     | 7.     | 8.     | 7.     |        |        |        |        |        |        |        |        |
| Skalica                 |        |        |        |        | 6.     | 3.     | 5.     | 6.     | 6.     | 5.     | 6.     | 9.     | 8.     | 8.     | 4.     | 5.     | 4.     | 7.     | 2.     | 5.     | 6.     | 9.     | 11.    |        |        |        |        |        |        |        |        |        |
| Banská Bystrica         |        |        | 9.     | 10.    |        | 9.     |        |        |        |        |        |        |        |        |        | 8.     | 2.     | 3.     | 8.     | 8.     | 3.     | 3.     | 4.     | 1.     | 4.     | 1.     | 1.     | 10.    | 8.     | 4.     | 6.     | 5.     |
| Žilina                  |        |        |        |        |        |        |        |        | 8.     | 8.     | 5.     | 6.     | 6.     | 10.    | 8.     | 11.    | 10.    | 10.    | 6.     | 9.     | 10.    | 10.    | 7.     | 4.     | 7.     | 12.    |        |        |        |        |        | 4.     |
| Orange 20               |        |        |        |        |        |        |        |        |        |        |        |        |        |        | 12.    | 12.    | 13.    | 11.    |        | 11.    | 11.    | 11.    | 10.    | 11.    | 11.    | 13.    |        |        |        |        |        |        |
| Spišská Nová Ves        | 7.     | 10.    |        | 7.     | 8.     | 8.     | 8.     |        |        | 10.    |        |        |        |        |        |        | 11.    |        |        |        |        |        |        |        |        |        |        |        | 7.     | 5.     | 3.     | 1.     |
| Nové Zámky              |        |        |        |        |        |        |        |        |        |        |        |        |        |        |        |        |        |        |        |        |        |        |        | 8.     | 8.     | 7.     | 11.    | 9.     | 11.    | 6.     | 11.    | 12.    |
| 21 Prešov               | 8.     | 7.     | 10.    |        |        | 11.    |        |        |        |        |        |        |        |        |        |        |        |        |        |        |        |        |        |        |        |        |        |        | 10.    | 12.    |        |        |
| Dukla Ingema Michalovce |        |        |        |        |        |        |        |        |        |        |        |        |        |        |        |        |        |        |        |        |        |        |        |        |        |        | 7.     | 2.     | 4.     | 8.     | 2.     | 9.     |
| 37 Piešťany             |        |        |        |        |        |        |        |        |        |        |        |        |        |        |        |        |        |        |        | 4.     | 4.     | 8.     | 9.     |        |        |        |        |        |        |        |        |        |
| Dubnica nad Váhom       |        | 8.     | 7.     | 8.     |        |        |        |        |        |        |        | 10.    |        |        |        |        |        |        |        |        |        |        |        |        |        |        |        |        |        |        |        |        |
| 07 Orin Detva           |        |        |        |        |        |        |        |        |        |        |        |        |        |        |        |        |        |        |        |        |        |        |        |        | 10.    | 10.    | 12.    | 6.     |        |        |        |        |
| DVTK Jegesmedvék        |        |        |        |        |        |        |        |        |        |        |        |        |        |        |        |        |        |        |        |        |        |        |        |        |        | 8.     | 9.     | 11.    |        |        |        |        |
| SkiPark Kežmarok        |        |        |        |        |        |        |        |        |        |        |        |        |        |        | 9.     | 12.    |        |        |        |        |        |        |        |        |        |        |        |        |        |        |        |        |
| MAC Újbuda              |        |        |        |        |        |        |        |        |        |        |        |        |        |        |        |        |        |        |        |        |        |        |        |        |        | 9.     | 10.    |        |        |        |        |        |
| 19 Humenné              |        |        |        |        |        |        |        |        |        |        |        |        |        |        |        |        |        |        |        |        |        |        |        |        |        |        |        |        |        |        | 12.    |        |

|  | Kiesett a bajnokságból a másodosztályba |

## Játékosok
A liga jelenlegi szabályozása szerint egy csapatban egy mérkőzés alatt 7 külföldi játékos játszhat a kapust is beleértve, azonban a keretben legalább két 20 év alatti játékosnak kell helyet biztosítani, az idősebb játékosoknak 8 hely biztosított. Egy csapat 20 játékost igazolhat, amennyiben biztosítanak helyet két 20 év alatti junior játékosnak, akkor 22 játékos játszhat a csapat keretében. A bajnokság játékosainak érdekvédelmét a Slovak Ice Hockey Players' Association (SIHPA) látja el.

### Korábbi NHL-játékosok a ligában

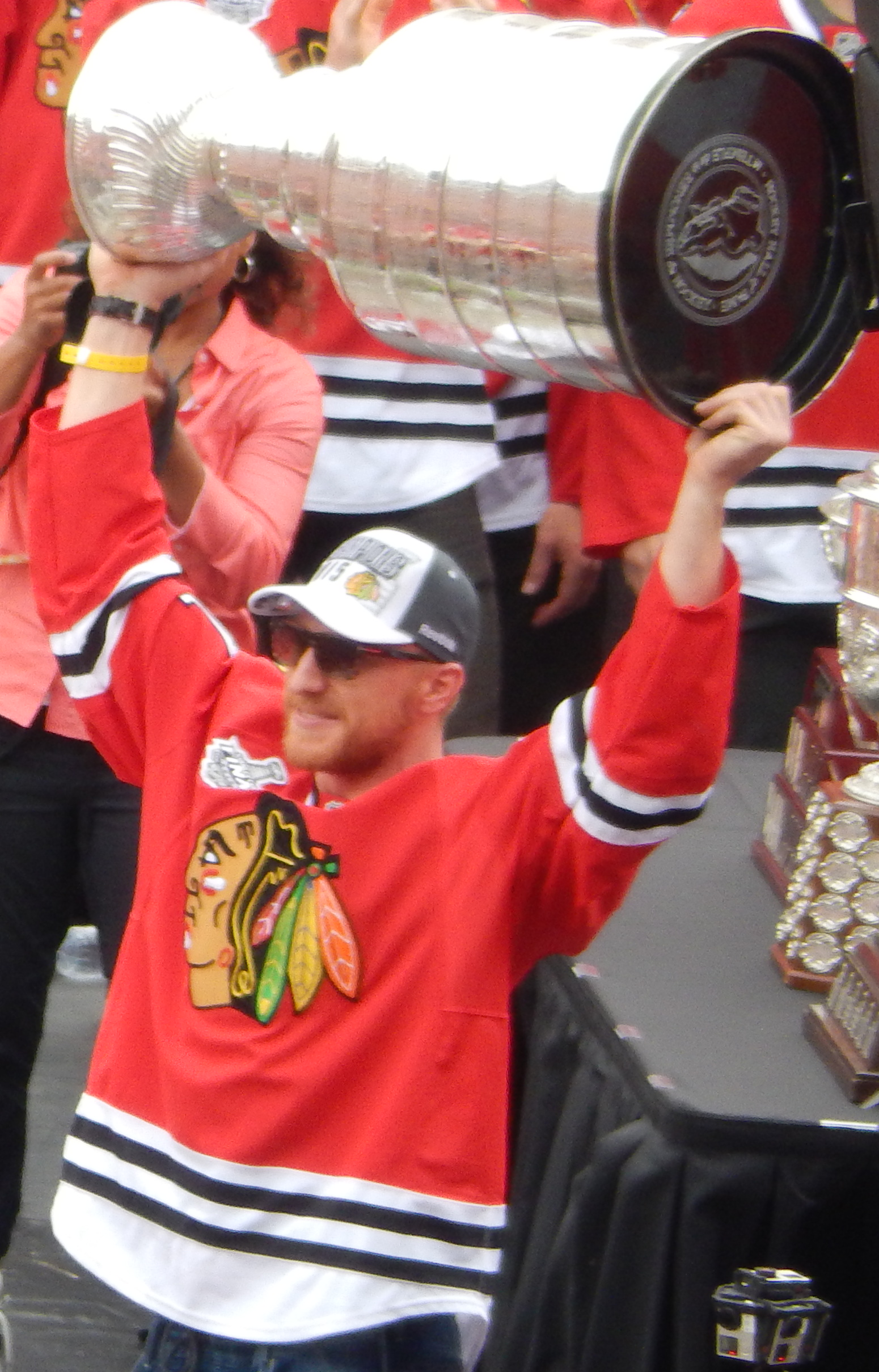
Marián Hossa, a Dukla Trenčín volt játékosa, a 2015-ben a Chicago Blackhawks által megnyert Stanley-kupával

- Peter Šťastný (Québec Nordiques, New Jersey Devils, St. Louis Blues)
- Marián Hossa (Ottawa Senators, Atlanta Thrashers, Pittsburgh Penguins, Detroit Red Wings, Chicago Blackhawks)
- Peter Bondra (Washington Capitals, Ottawa Senators, Atlanta Thrashers, Chicago Blackhawks)
- Marián Gáborík (Minnesota Wild, New York Rangers, Columbus Blue Jackets, Los Angeles Kings, Ottawa Senators)
- Pavol Demitra (Ottawa Senators, St. Louis Blues, Los Angeles Kings, Minnesota Wild, Vancouver Canucks)
- Miroslav Šatan (Edmonton Oilers, Buffalo Sabres, New York Islanders, Pittsburgh Penguins, Boston Bruins)
- Žigmund Pálffy (New York Islanders, Los Angeles Kings, Pittsburgh Penguins)
- Zdeno Chára (New York Islanders, Ottawa Senators, Boston Bruins, Washington Capitals, New York Islanders)
- Jozef Stümpel (Boston Bruins, Los Angeles Kings, Boston Bruins, Los Angeles Kings, Florida Panthers)
- Anton Šťastný (Québec Nordiques)
- Ľubomír Višňovský (Los Angeles Kings, Edmonton Oilers, Anaheim Ducks, New York Islanders)
- Michal Handzuš (St. Louis Blues, Phoenix Coyotes, Philadelphia Flyers, Chicago Blackhawks, Los Angeles Kings, San Jose Sharks)
- Tomáš Tatar (Detroit Red Wings, Vegas Golden Knights, Montréal Canadiens, New Jersey Devils, Colorado Avalanche)
- Richard Zedník (Washington Capitals, Montréal Canadiens, New York Islanders, Florida Panthers)
- Ladislav Nagy (St. Louis Blues, Phoenix Coyotes, Dallas Stars, Los Angeles Kings)
- Andrej Sekera (Buffalo Sabres, Carolina Hurricanes, Los Angeles Kings, Edmonton Oilers, Dallas Stars)
- Andrej Meszároš (Ottawa Senators, Tampa Bay Lightning, Philadelphia Flyers, Boston Bruins, Buffalo Sabres)
- Tomáš Kopecký (Detroit Red Wings, Chicago Blackhawks, Florida Panthers)
- Jaroslav Halák (Montréal Canadiens, St. Louis Blues, Washington Capitals, New York Islanders, Boston Bruins, Vancouver Canucks, New York Rangers)

## Statisztikák
| Csapat                   | Szezonok | Mérkőzések | Győzelmek | Győzelmek h. u. | Döntetlenek | Vereségek h. u. | Vereségek | Gólok + | Gólok - | Pontok |
| HC Košice                | 30       | 1 529      | 833       | 112             | 76          | 74              | 434       | 5 257   | 3 750   | 2 694  |
| HK Dukla Trenčín         | 30       | 1 529      | 709       | 112             | 76          | 92              | 540       | 4 691   | 3 989   | 2 340  |
| HKM Zvolen               | 27       | 1 411      | 690       | 108             | 55          | 100             | 458       | 4 591   | 3 878   | 2 335  |
| HK ŠKP Poprad            | 30       | 1 517      | 654       | 120             | 84          | 95              | 564       | 4 559   | 4 243   | 2 229  |
| Slovan Bratislava        | 23       | 1 142      | 652       | 68              | 74          | 57              | 291       | 4 159   | 2 768   | 2 021  |
| HK Nitra                 | 27       | 1 341      | 556       | 87              | 56          | 92              | 550       | 3 924   | 4 054   | 1 917  |
| HC 05 Banská Bystrica    | 18       | 903        | 401       | 95              | 16          | 76              | 315       | 2 790   | 2 486   | 1 463  |
| MHC Martin               | 22       | 1 083      | 375       | 57              | 72          | 84              | 495       | 2 854   | 3 241   | 1 290  |
| HK 36 Skalica            | 18       | 951        | 386       | 38              | 60          | 47              | 420       | 2 773   | 2 895   | 1 254  |
| Vlci Žilina              | 18       | 988        | 308       | 69              | 36          | 83              | 492       | 2 517   | 3 040   | 1 149  |
| MHk 32 Liptovský Mikuláš | 24       | 1 192      | 334       | 45              | 88          | 63              | 662       | 2 989   | 4 185   | 1 123  |
| HC Nové Zámky            | 7        | 374        | 121       | 37              |             | 39              | 177       | 956     | 1 097   | 476    |
| HK Spišská Nová Ves      | 10       | 423        | 114       | 9               | 38          | 22              | 240       | 1 045   | 1 507   | 370    |
| HK Dukla Michalovce      | 4        | 205        | 89        | 22              |             | 26              | 68        | 567     | 539     | 337    |
| ŠHK 37 Piešťany          | 4        | 218        | 74        | 26              | 0           | 27              | 91        | 556     | 634     | 301    |
| HK Detva                 | 4        | 218        | 65        | 12              | 0           | 19              | 122       | 556     | 755     | 238    |
| DVTK Jegesmedvék         | 3        | 162        | 53        | 16              | 0           | 20              | 73        | 413     | 490     | 211    |
| HC 21 Prešov             | 6        | 230        | 57        | 10              | 26          | 10              | 127       | 548     | 863     | 206    |
| MAC Újbuda               | 2        | 112        | 35        | 6               | 0           | 12              | 59        | 316     | 398     | 129    |
| Szlovákia U20            | 12       | 288        | 24        | 14              | 0           | 12              | 238       | 469     | 1 295   | 112    |
| MHK Kežmarok             | 2        | 118        | 29        | 4               | 0           | 15              | 70        | 301     | 441     | 101    |
| HK Dubnica nad Váhom     | 4        | 162        | 34        | 0               | 19          | 2               | 107       | 388     | 671     | 100    |
| HC 19 Humenné            | 1        | 50         | 13        | 1               |             | 5               | 31        | 121     | 198     | 46     |

### Rekordok

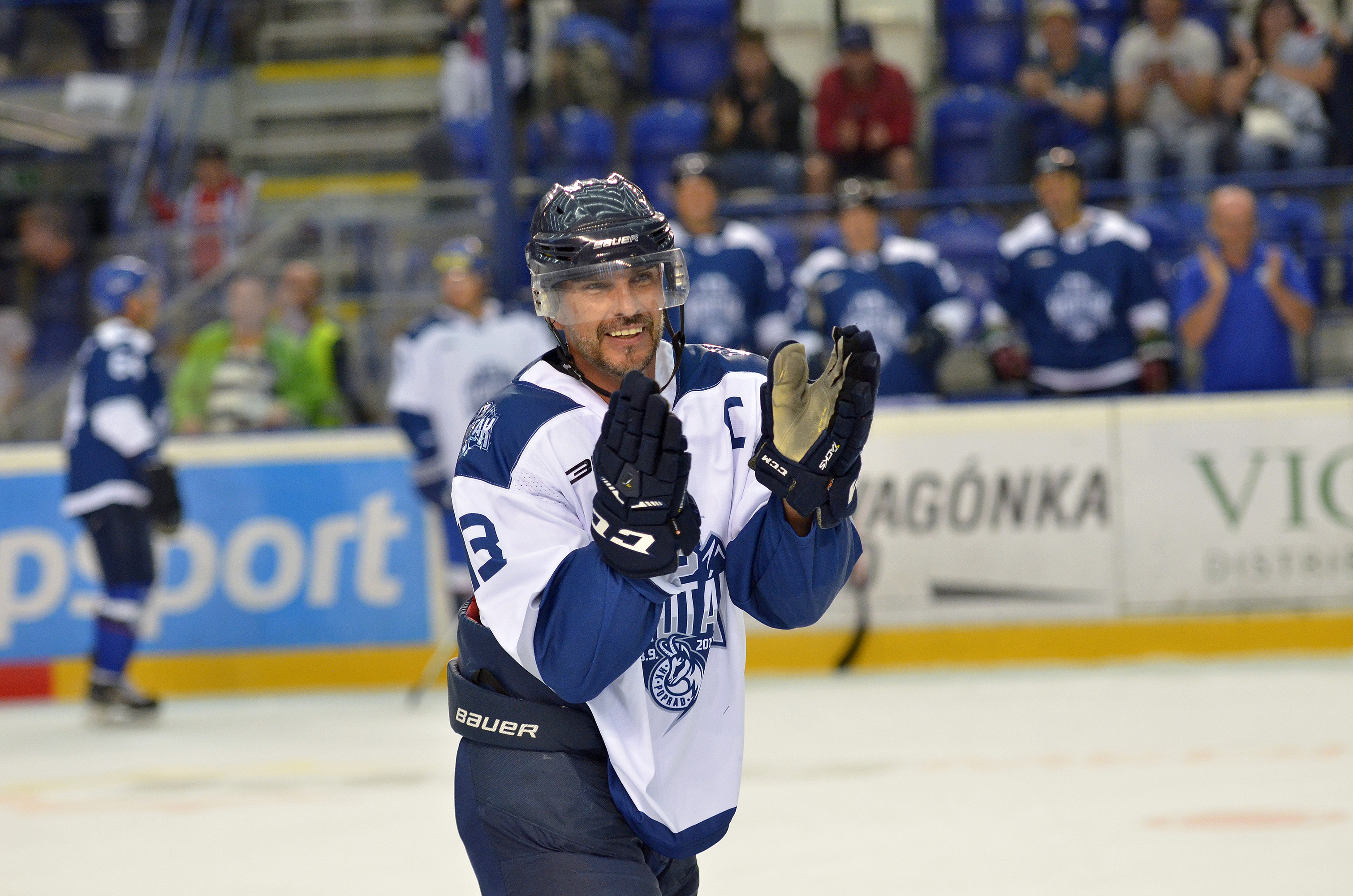
Az 1113 mérkőzésen 1025 pontot szerző Arne Kroták a bajnokság legeredményesebb játékosa, a legtöbb szezont a Poprad színeiben játszotta

| Név               | LSZ | LM    | GSZ | ASZ | PSZ   | Aktív évek | Csapat(ok)                                                                         |
| ----------------- | --- | ----- | --- | --- | ----- | ---------- | ---------------------------------------------------------------------------------- |
| Arne Kroták       | 24  | 1 113 | 462 | 563 | 1 025 | 1993-2018  | HK Poprad, HC Košice                                                               |
| Richard Šechný    | 17  | 729   | 258 | 448 | 706   | 1994-2019  | HC Košice, HKM Zvolen, MHK Kežmarok, HK Poprad, HC ’05 Banská Bystrica             |
| Peter Bartoš      | 17  | 833   | 288 | 376 | 664   | 1993-2017  | MHC Martin, HKM Zvolen, HC Košice                                                  |
| René Školiak      | 20  | 895   | 212 | 445 | 657   | 1996-2016  | MHk 32 Liptovský Mikuláš, HC Slovan Bratislava, MHK Dubnica, HK 36 Skalica         |
| Ľubomír Kolník    | 14  | 691   | 325 | 277 | 602   | 1994-2009  | HK Dukla Trenčín, HC Slovan Bratislava, HK Nitra, HKM Zvolen                       |
| Miroslav Škovira  | 18  | 723   | 256 | 344 | 600   | 1994-2014  | HK Poprad, HC Košice, HK Poprad, MHK Kežmarok                                      |
| Peter Klouda      | 16  | 774   | 169 | 426 | 595   | 1997-2014  | HK Poprad, HKM Zvolen, HC Slovan Bratislava, Vlci Žilina                           |
| Michal Chovan     | 17  | 631   | 182 | 392 | 574   | 2005-      | HKM Zvolen, HK Poprad, HC Košice                                                   |
| Slavomír Pavličko | 17  | 792   | 190 | 382 | 572   | 1993-2010  | HK Poprad, HC Slovan Bratislava, MHK Kežmarok, HK Spišská Nová Ves                 |
| Marek Uram        | 15  | 600   | 232 | 335 | 567   | 1993-2019  | MHK 32 Liptovský Mikuláš, HC Slovan Bratislava, MHC Martin, Vlci Žilina            |
| Michal Beran      | 19  | 825   | 225 | 329 | 554   | 1993-2014  | HK Nitra, MHC Martin, HK Dukla Trenčín, HKM Zvolen, Vlci Žilina                    |
| Ján Pardavý       | 14  | 609   | 248 | 305 | 553   | 1993-2013  | HK Dukla Trenčín, HC ’05 Banská Bystrica                                           |
| Martin Hujsa      | 15  | 632   | 262 | 278 | 540   | 1997-2017  | HK 36 Skalica, HC Slovan Bratislava                                                |
| Martin Kulha      | 18  | 669   | 285 | 254 | 539   | 1995-2014  | HK Poprad, HC Slovan Bratislava                                                    |
| Jaroslav Török    | 17  | 707   | 226 | 303 | 529   | 1993-2010  | MHC Martin, HKM Zvolen, Vlci Žilina, HK Nitra, HC Košice                           |
| Juraj Halaj       | 17  | 670   | 208 | 311 | 519   | 1993-2010  | MHk 32 Liptovský Mikuláš, HC Slovan Bratislava, HK Poprad                          |
| Marek Slovák      | 18  | 748   | 195 | 313 | 508   | 2006-      | HK Nitra, HK Orange 20, HKM Zvolen, HC Košice, Vlci Žilina, HC ’05 Banská Bystrica |

A félkövéren szedett játékosok még aktívak a szlovák ligában.

## Kintüntetések

### All-Star csapatok
- 1998 – Miroslav Šimonovič – Róbert Pukalovič, Ján Varholík – Vlastimil Plavucha, Igor Rataj, Zdeno Cíger[143]
- 1999 – Pavol Rybár – Ľubomír Višňovský, Vladimír Vlk – Zdeno Cíger, Roman Iľjin, Igor Liba
- 2001 – Pavol Rybár – Róbert Pukalovič, Martin Hlavačka – Richard Šechný, Zdeno Cíger, Peter Fabuš
- 2002 – Miroslav Šimonovič – Dušan Milo, Radoslav Hecl – Jaroslav Török , Richard Šechný, Juraj Halaj
- 2003 – Pavol Rybár – Vladimír Vlk, Juraj Kledrowetz – Arne Kroták, Zdeno Cíger, Richard Kapuš
- 2004 – Karol Križan – Petr Pavlas, Andrej Meszároš – Martin Bartek, Roman Kukumberg, Peter Fabuš
- 2005 – Karol Križan – Ľubomír Višňovský, René Vydarený – Miroslav Šatan, Michal Handzuš, Pavol Demitra
- 2006 – Miroslav Lipovský – Dušan Milo, Peter Podhradský – Arne Kroták, Andrej Kollár, Miroslav Kováčik
- 2007 – Sasu Hovi – Daniel Babka, Marcel Šterbák – Marek Uram, Tibor Melichárek, Roman Kukumberg
- 2008 – Sasu Hovi – Michal Sersen, Jozef Kováčik – Stanislav Gron, Andrej Kollár, Žigmund Pálffy
- 2009 – Július Hudáček – Jan Hranáč, Ján Tabaček – Rudolf Huna, Juraj Mikúš, Žigmund Pálffy
- 2010 – Július Hudáček – Peter Frühauf, Peter Mikuš – Rudolf Huna, Ján Pardavý, Žigmund Pálffy
- 2011 – Július Hudáček – Ján Tabaček, Radoslav Suchý – Miroslav Zálešák, Arne Kroták, Stanislav Gron
- 2012 – Branislav Konrád – Ivan Švarný, Ján Tabaček – Žigmund Pálffy, Miroslav Šatan, Libor Hudáček
- 2013 – Tomáš Tomek – Peter König, Martin Štrbák – Marcel Haščák, Lukáš Jurík, Žigmund Pálffy[144]
- 2014 – Rastislav Staňa – Peter König, Martin Štrbák – Roman Tománek, Jozef Stümpel, Richard Jenčík[145]
- 2015 – Branislav Konrád – Adam Jánošík, Mislav Rosandič – Roman Tománek, Jozef Stümpel, Gabriel Špilár[146]
- 2016 – Michal Valent – Ivan Ďatelinka, Jameson Milam – David Laliberté, Juraj Majdan, Judd Blackwater[147]
- 2017 – Jason Bacashihua – Matthew Maione, Jameson Milam – Tomáš Surový, Marek Hovorka, Ladislav Nagy
- 2018 – Michal Valent – Tomáš Starosta, Nick Ross – Branko Radivojevič, Michal Krištof, Éric Faille[148]
- 2019 – Michal Valent – Tomáš Starosta, Ivan Ďatelinka – Róbert Lantoši, Samuel Buček, Ladislav Nagy[149]
- 2020 – A Covid-19 járvány miatt az all-star csapat kiválasztása elmaradt
- 2021 – Robin Rahm – Carl Ackered, Adam Drgoň – Marcel Haščák, Dávid Skokan, Radovan Bondra[150]
- 2022 – Marcel Melicherčík – Šimon Nemec, Matt MacKenzie – Samuel Buček, Samuel Takáč, Pavol Regenda[151]
- 2023 – Stanislav Škorvánek – Matt MacKenzie, Jordon Southorn – Max Gerlach, Michal Chovan, Brant Harris[152][153]
- 2024 – Stanislav Škorvánek – Igor Merezhko, Alex Breton – Samuel Buček, Olivier Archambault, Kaspars Daugavinš
- 2024 – Jaroslav Janus – Miguel Tourigny, Max Gildon – Samuel Buček, Andrew Calof, Adam Cracknell

### All Star mérkőzések
| Város          | Időpont           | Forduló  | 1. csapat         | 2. csapat         | Eredmény   | Skill competition | Összesítve |
| -------------- | ----------------- | -------- | ----------------- | ----------------- | ---------- | ----------------- | ---------- |
| Zólyom         | 1996. február 4.  | -        | Keleti csapat     | Nyugati csapat    | 13:5       | -                 | 13:5       |
| Tőketerebes    | 1997. február 22. | -        | Keleti csapat     | Nyugati csapat    | 2:1 b.u.   | -                 | 2:1 b.u.   |
| Szakolca       | 1998. február 22. | -        | Keleti csapat     | Nyugati csapat    | 8:9        | -                 | 8:9        |
| Nagyszombat    | 1999. február 21. | -        | Keleti csapat     | Nyugati csapat    | 9:7        | -                 | 9:7        |
| Poprád         | 2001. április 14. | -        | Keleti csapat     | Nyugati csapat    | 11:12      | -                 | 11:12      |
| Pöstyén        | 2002. január 27.  | -        | Keleti csapat     | Nyugati csapat    | 7:13       | -                 | 7:13       |
| Pardubice      | 2003. február 1.  | -        | Cseh Extraliga    | Szlovák Extraliga | 7:5        | -                 | 7:5        |
| Pozsony        | 2004. január 24.  | -        | Szlovák Extraliga | Cseh Extraliga    | 12:10      | -                 | 12:10      |
| Ostrava        | 2005. január 22.  | -        | Cseh Extraliga    | Szlovák Extraliga | 14:6       | -                 | 14:6       |
| Poprád         | 2006. január 21.  | -        | Szlovák Extraliga | Cseh Extraliga    | 11:12 b.u. | -                 | 11:12 b.u. |
| Nyitra         | 2016. január 24.  | Elődöntő | Škoda csapat      | Slovnaft csapat   | 6:6        | 2:0               | 8:6        |
| Nyitra         | 2016. január 24.  | Elődöntő | WSM csapat        | Tipsport csapat   | 9:10       | 1:2               | 10:12      |
| Nyitra         | 2016. január 24.  | Döntő    | Škoda csapat      | Tipsport csapat   | 8:7        | -                 | 8:7        |
| Poprád         | 2017. január 29.  | -        | Bondra csapat     | Šatan csapat      | 7:11       | 11:8              | 18:19 b.u. |
| Trencsén       | 2020. január 19.  | -        | Gáborík csapat    | Hossa csapat      | 8:6        | 8:8               | 16:14      |
| Besztercebánya | 2023. április 30. | -        | Fašiang csapat    | Tůma csapat       |            |                   | 13:14      |
| Kassa          | 2024. február 11. | -        | Keleti csapat     | Nyugati csapat    | 7:2        | 3:14              | 10:16      |

### Kaufland Winter Classic Game

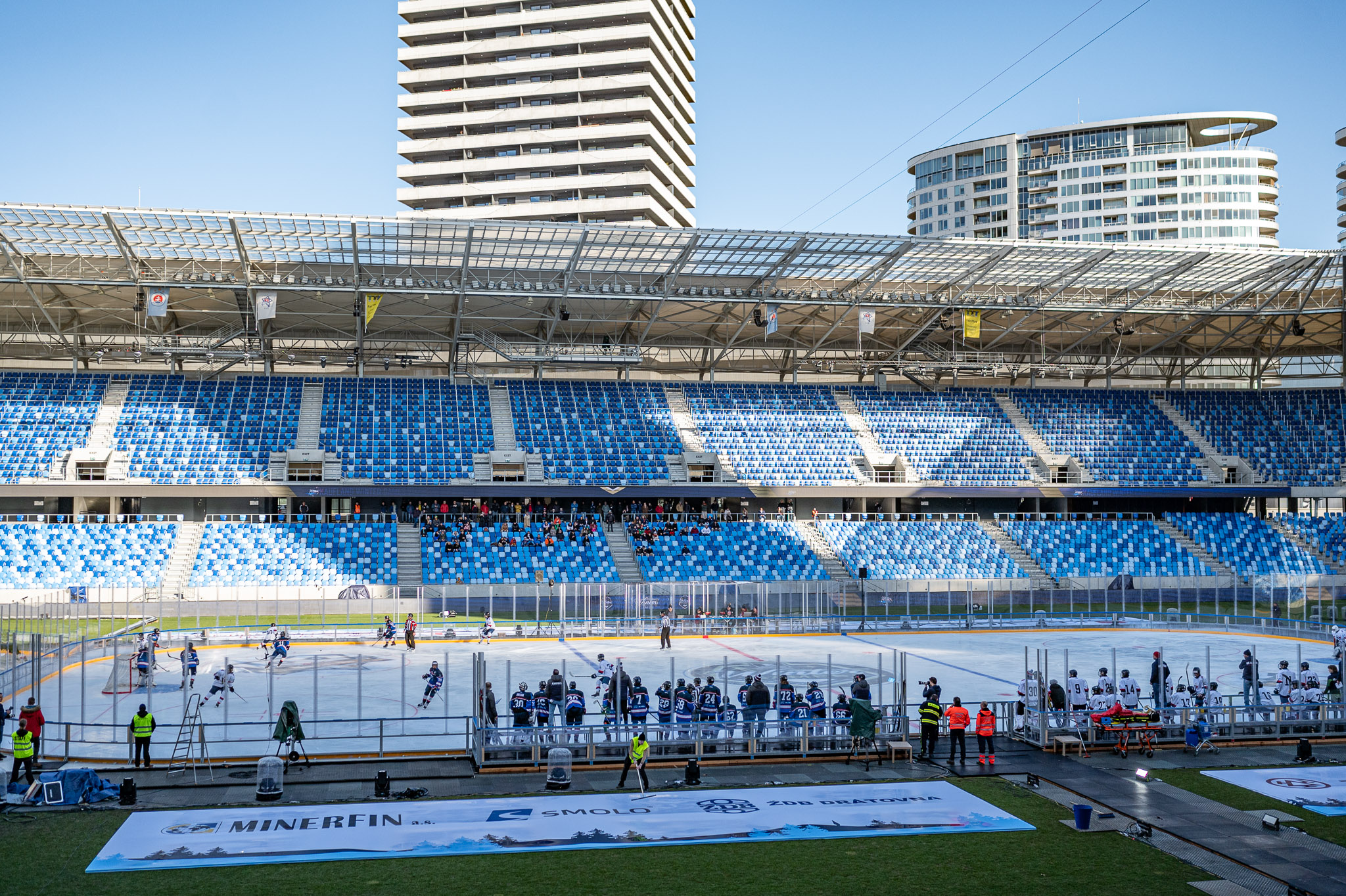
A 2023-as Winter Classic Game Pozsonyban

A Kaufland Winter Classic Game egy eddig két alkalommal, 2019-ben és 2023-ban megrendezett kültéri jégkorongrendezvény. A 2019-es kiadását Besztercebánya futballstadionjában rendezték, aminek teljes befogadóképességét kihasználva, 7 500 jegyet adtak el az eseményre. Az első napon szlovák jégkorong legjobb játékosai mérkőztek meg egymással, hat Stanley-kupát és tizenkettő világbajnoki érmet elnyerő játékos vetélkedett, amit egy skill competition követett. A második napon a Tipsport Extraliga 40. fordulójának egy mérkőzését játszotta le a HC '05 IClinic Banská Bystrica és a HKM Zvolen A Winter Classic 2023-as kiadása a pozsonyi Nemzeti Futballstadionban lett megrendezve, ahol liga csapatai mellett a szlovák utánpótláscsapatok, illetve a cseh HC Oceláři Třinec és a HC Kometa Brno is játszották le a cseh Tipsport Extraliga meccsüket.
| Helyszín       | Stadion                   | Időpont          | Csapat 1 (csapatkapitány)                     | Csapat 2 (csapatkapitány)        | Eredmény | Skill competition | Összesítve | Nézőszám |
| -------------- | ------------------------- | ---------------- | --------------------------------------------- | -------------------------------- | -------- | ----------------- | ---------- | -------- |
| Besztercebánya | Štadión SNP               | 2019. január 2.  | Kaufland-csapat (Peter Bondra)                | Tipsport-csapat (Miroslav Šatan) | 13:12    | 8:11              | 21:23      |          |
| Besztercebánya | Štadión SNP               | 2019. január 3.  | HC ’05 iClinic Banská Bystrica (Tomáš Surový) | HKM Zvolen (Michal Chovan)       | 2:3      | -                 | 2:3        | 7 500    |
| Pozsony        | Národný futbalový štadión | 2023. január 12. | HC SLOVAN Bratislava 18                       | HOBA Bratislava 18               | 4:1      | -                 | 4:1        | 130      |
| Pozsony        | Národný futbalový štadión | 2023. január 13. | HC SLOVAN Bratislava MŽ                       | HK Ružinov 99 Bratislava MŽ      | 7:3      | -                 | 7:3        | 150      |
| Pozsony        | Národný futbalový štadión | 2023. január 13. | HC Oceláři Třinec                             | HC Kometa Brno                   | 6:1      | -                 | 6:1        | 11 367   |
| Pozsony        | Národný futbalový štadión | 2023. január 14. | HC SLOVAN Bratislava 20                       | HK DUKLA Trenčín 20              | 3:4      | -                 | 3:4        | 295      |
| Pozsony        | Národný futbalový štadión | 2023. január 14. | HK Dukla Trenčín (Viliam Čacho)               | HKM Zvolen (Peter Zuzin)         | 2:1      | -                 | 2:1        | 7 776    |
| Pozsony        | Národný futbalový štadión | 2023. január 15. | Old Boys Slovan Bratislava                    | Old Boys Sparta Praha            | 4:4      | -                 | 4:4        |          |
| Pozsony        | Národný futbalový štadión | 2023. január 15. | HC Slovan Bratislava (Michal Sersen)          | HC Košice (Michal Chovan)        | 3:1      | -                 | 3:1        | 14 244   |

### All Star Cup 2018
A 2018-as All Star Cup egy egynapos rendezvény volt 2018. február 17-én, aminek keretében négy közép-európai ország bajnokságának csapatai mérkőztek meg egymással a pozsonyi Ondrej Nepela Jégcsarnokban. A kupán Szlovákiából a Tipsport Liga, Csehországból a Tipsport Extraliga, Ausztriából az EBEL Liga, Németországból pedig a DEL liga játékosai játszottak egymással 2-szer 15 perces meccseket 3-3 fős csapatokkal. A kupanyeremény 25 ezer euró volt, amit összesítésben a szlovák Tipsport Liga csapata nyert el.
| Város   | Időpont           | 1. csapat (csapatkapitány)                | 2. csapat (csapatkapitány)                  | Eredmény |
| ------- | ----------------- | ----------------------------------------- | ------------------------------------------- | -------- |
| Pozsony | 2018. február 17. | EBEL Liga csapat (Matthias Trattnig)      | Tipsport Extraliga csapat (Jaroslav Bednář) | 5:3      |
| Pozsony | 2018. február 17. | DEL Liga csapat (Keith Aucion)            | Tipsport Liga csapat (Branko Radivojevič)   | 4:7      |
| Pozsony | 2018. február 17. | DEL Liga csapat (Keith Aucion)            | Tipsport Extraliga csapat (Jaroslav Bednář) | 6:7      |
| Pozsony | 2018. február 17. | Tipsport Liga csapat (Branko Radivojevič) | EBEL Liga csapat (Matthias Trattnig)        | 6:2      |
| Pozsony | 2018. február 17. | EBEL Liga csapat (Matthias Trattnig)      | DEL Liga csapat (Keith Aucion)              | 6:8      |
| Pozsony | 2018. február 17. | Tipsport Liga csapat (Branko Radivojevič) | Tipsport Extraliga csapat (Jaroslav Bednář) | 4:4      |

#### Tabella
A részt vevő csapatok eredményei az All Star Cupon
| Helyezés | Csapat             | L.M. | Ny.M | D.M. | V.M. | Ö.E.  | P |
| -------- | ------------------ | ---- | ---- | ---- | ---- | ----- | - |
| 1.       | Tipsport Liga      | 3    | 2    | 1    | 0    | 17:10 | 5 |
| 2.       | Tipsport Extraliga | 3    | 1    | 1    | 1    | 14:15 | 3 |
| 3.       | DEL Liga           | 3    | 1    | 0    | 2    | 18:20 | 2 |
| 4.       | EBEL Liga          | 3    | 1    | 0    | 2    | 13:17 | 2 |

## Díjak

### Jelenlegi díjak

#### Arany Korcsolya díj
Az Arany Korcsolya díj (szlovákul: Zlatá korčuľa) szurkolók által a rájátszássorozatban legértékesebb játékosnak járó trófea.
| Év   | Díjazott           | Csapat                |
| ---- | ------------------ | --------------------- |
| 2014 | Jozef Stümpel      | HK Nitra              |
| 2015 | Gabriel Spilar     | HC Košice             |
| 2016 | David Laliberté    | HK Nitra              |
| 2017 | Mathieu Corbeil    | MHC Mountfield Martin |
| 2018 | Branko Radivojevič | HK Dukla Trenčín      |
| 2019 | Samuel Buček       | HK Nitra              |
| 2020 | Nem volt kiosztva  | Nem volt kiosztva     |
| 2021 | Dávid Skokan       | HK Poprad             |
| 2022 | Samuel Buček       | HK Nitra              |
| 2023 | Dominik Riečický   | HC Košice             |
| 2024 | Samuel Buček       | HK Nitra              |
| 2025 | Jaroslav Janus     | HC Košice             |

#### Kristálykorong díj
A Kristálykorong díj (szlovákukl: Krištáľový puk) Boris Sádecký-díj a Tipos Extraliga legszebb góljának.
| Szezon  | Szeptember              | Október                       | November                       | December                            | Január                                          | Február                      | Március               | Április                        | Végső nyertes                  |
| ------- | ----------------------- | ----------------------------- | ------------------------------ | ----------------------------------- | ----------------------------------------------- | ---------------------------- | --------------------- | ------------------------------ | ------------------------------ |
| 2020–21 | -                       | Samuel Zahradník (Nové Zámky) | Andrew Shore (Trenčín)         | Patrik Svitana (Poprad)             | Marek Valach (Trenčín)                          | Marek Tvrdoň (Nitra)         | Dávid Skokan (Poprad) | -                              | Patrik Svitana (Poprad)        |
| 2021–22 | -                       | Adrián Holešinský (Nitra)     | Dávid Šoltés (Banská Bystrica) | Branislav Kubka (Zvolen)            | Pavol Regenda (Michalovce)                      | Samuel Buček (Nitra)         | Filip Mešár (Poprad)  | -                              | Dávid Šoltés (Banská Bystrica) |
| 2022–23 | Tomáš Záborský (Poprad) | Joakim Thelin (Trenčín)       | Matúš Paločko (Michalovce)     | Dávid Skokan (Poprad)               | Jake Elmer (Nitra)                              | Denis Paršin (Košice)        | -                     | -                              | Matúš Paločko (Michalovce)     |
| 2023–24 | Filip Krivošík (Košice) | Tomáš Pobežal (Nitra)         | Chase Pearson (Michalovce)     | Mitchell Heard (Michalovce)         | Alex Breton (Košice)                            | Sebastian Čederle (Nitra)    | Samuel Buček (Nitra)  | Kaspars Daugavinš (Michalovce) | Sebastian Čederle (Nitra)      |
| 2024–25 | Jakub Lacka (Nitra)     | Filip Ahl (Trenčín)           | Jakub Lacka (Nitra)            | Gregory Meireles (Spišská Nová Ves) | Aron Chmielewski (Liptovský Mikuláš/Michalovce) | Olivier Archambault (Košice) | Samuel Buček (Nitra)  | Robby Jackson (Nitra)          | Robby Jackson (Nitra)          |

#### A hónap játékosa díj
| Szezon  | Szeptember                       | Október                             | November                           | December                        | Január                    | Február                          | Március                |
| ------- | -------------------------------- | ----------------------------------- | ---------------------------------- | ------------------------------- | ------------------------- | -------------------------------- | ---------------------- |
| 2018–19 | Rastislav Špirko (Zvolen)        | Milan Bartovič (Trenčín)            | Ladislav Nagy (Košice)             | Éric Faille (Banská Bystrica)   | Samuel Buček (Nitra)      | Michal Valent (Trenčín)          | Tomáš Vošvrda (Poprad) |
| 2019–20 | Michal Chovan (Košice)           | Tyler Beskorowany (Banská Bystrica) | Jindřich Abdul (Bratislava)        | Brandon Alderson (Trenčín)      | Allan McPherson (Zvolen)  | Mike Dalhuisen (Poprad)          | -                      |
| 2023–24 |                                  |                                     |                                    | Igor Merežko (Spišská Nová Ves) | Ryan Dmowski (Poprad)     | Vay Ádám (Poprad)                |                        |
| 2024–25 | Matthew Wedman (Banská Bystrica) | Zack Andrusiak (Spišská Nová Ves)   | Gabriel Chicoine (Banská Bystrica) | Martin Bakoš (Bratislava)       | Gustavs Grigals (Trenčín) | Greg Meireles (Spišská Nová Ves) |                        |

### Korábbi díjak

#### Arany Sisak díj
Az Arany Sisak díj (szlovákul: Zlatá prilba) a szurkolók által legszebbnek ítélt gólt lövő játékosnak jár. A szezon minden hónapjában kiosztásra kerül, és a szezon végén egy végső győztest hirdetnek.
| Szezon  | Szeptember                | Október                        | November                     | December                                | Január                    | Február                 | Végső nyertes                |
| ------- | ------------------------- | ------------------------------ | ---------------------------- | --------------------------------------- | ------------------------- | ----------------------- | ---------------------------- |
| 2014–15 | Jakub Ručkay (Nitra)      | Arne Kroták (Poprad)           | Richard Lelkeš (Nitra)       | Roman Tománek (Nitra)                   | Dominik Fujerík (Martin)  | -                       | Arne Kroták (Poprad)         |
| 2015–16 | Rastislav Špirko (Martin) | Filip Bajtek (Nitra)           | David Laliberté (Nitra)      | Daniel Rzavský (Martin)                 | Jozef Tibenský (Piešťany) | -                       | Jozef Tibenský (Piešťany)    |
| 2016–17 | David Laliberté (Nitra)   | Tomáš Surový (Banská Bystrica) | Andreas Štrauch (Poprad)     | Kevin Henderson (Poprad)                | Peter Lichanec (Poprad)   | -                       | David Laliberté (Nitra)      |
| 2017–18 | A díj nem lett kiosztva   | A díj nem lett kiosztva        | A díj nem lett kiosztva      | A díj nem lett kiosztva                 | A díj nem lett kiosztva   | A díj nem lett kiosztva |                              |
| 2018–19 | Judd Blackwater (Nitra)   | Marek Hecl (Trenčín)           | Andreas Štrauch (Nové Zámky) | Ján Sýkora (Banská Bystrica)            | Róbert Lantoši (Nitra)    | Samuel Buček (Nitra)    | Andreas Štrauch (Nové Zámky) |
| 2019–20 | Michal Chovan (Košice)    | Adam Lapšanský (Trenčín)       | Boris Sádecký (Trenčín)      | Filip Vrábeľ (Košice/Liptovský Mikuláš) | Eduard Šimun (Michalovce) | Marcel Haščák (Košice)  | Boris Sádecký (Trenčín)      |

#### Legértékesebb játékos díj
| Szezon  | Játékos       | Csapat               |
| ------- | ------------- | -------------------- |
| 2002–03 | Arne Kroták   | HC Košice            |
| 2003–04 | Zdeno Cíger   | HC Slovan Bratislava |
| 2004–05 | Pavol Demitra | HK Dukla Trenčín     |

## Nézettség

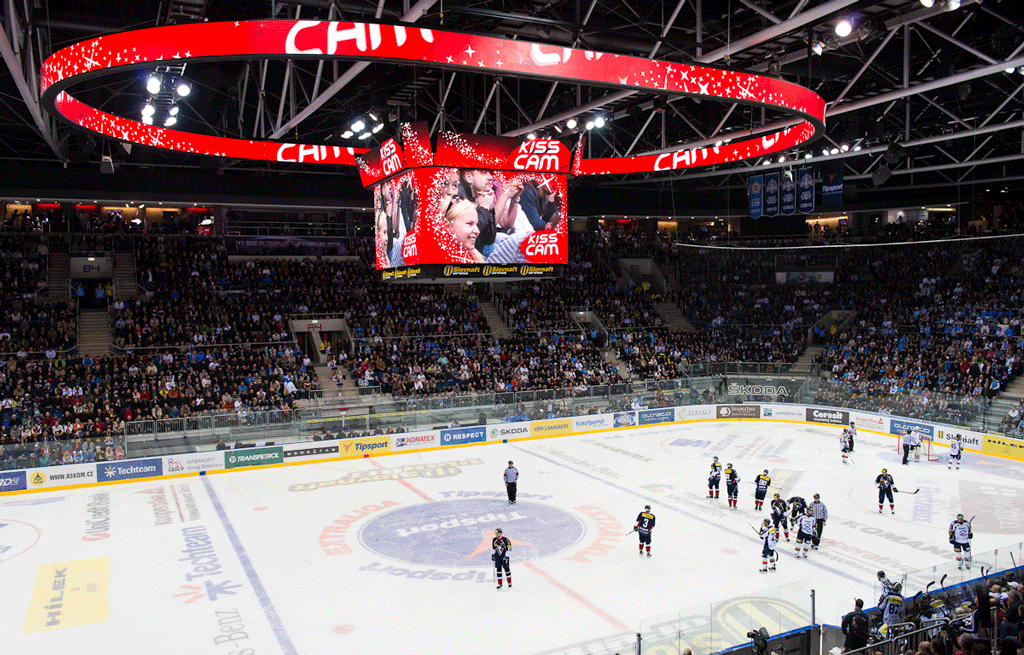
A Slovan Bratislava Ondrej Nepela jégcsarnoka vonz átlagosan a legtöbb szurkolót

A Tipsport liga nézőszámai alapján a legnagyobb kapacitású jégcsarnokkal rendelkező HC Slovan Bratislava, abban az időszakban, amikor a Slovan a Kontinentális Jégkorong Ligában játszott, a második legnagyobb arénájú HC Košice érte ele a legnagyobb nézőszámokat.
| Szezon  | Átlagos nézőszám                             | Helyezés                                     | Legnézettebb csapatok                                                                 |
| ------- | -------------------------------------------- | -------------------------------------------- | ------------------------------------------------------------------------------------- |
| 2015–16 | 1 802                                        | 11.                                          | 1. HC Košice (3 723); 2. HK Nitra (2 577); HK Dukla Trenčín (2 074)                   |
| 2016–17 | 1 905                                        | 10.                                          | 1. HC Košice (3 549); 2. HK Nitra (2 747); 3. HC ’05 iClinic Banská Bystrica (2 401)  |
| 2017–18 | 1 837                                        | 9.                                           | 1. HC Košice (4 032)                                                                  |
| 2018–19 | 1 663                                        | 11.                                          | 1. HC Košice (3 871)                                                                  |
| 2019–20 | 2 379                                        | 9.                                           | 1. HC Slovan Bratislava (5 241) 2. HC Košice (5 221)                                  |
| 2020–21 | A szezonra vonatkozóan nem lett közölve adat | A szezonra vonatkozóan nem lett közölve adat | A szezonra vonatkozóan nem lett közölve adat                                          |
| 2021–22 | 770                                          | 13.                                          | 1. HC Slovan Bratislava (1477); 2. HK Nitra (1017); 3. HK Dukla Trenčín (955)         |
| 2022–23 | 2 305                                        | 9.                                           | 1. HC Slovan Bratislava (4 603); 2. HK Spišská Nová Ves (2 755); 3. HC Košice (2 738) |
| 2023–24 | 2 685                                        | 8.                                           | 1. HC Slovan Bratislava (4 802); 2. HC Košice (4 216); 3. HK Spišská Nová Ves (3 128) |
| 2024–25 | 2485                                         | 10.                                          | 1. HC Slovan Bratislava (4 712); 2. HC Košice (3 865); 3.HK Nitra (2 837)             |

### Közvetítés

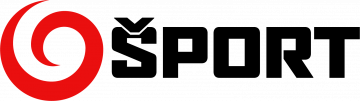
A liga fő közvetítőjének, a JOJ Športnak a logója

A Tipos Extraliga fő közvetítője a JOJ Šport televíziócsatorna, amely fordulónként 1-2 mérkőzést közvetít, a ligában játszott más meccseket a csatorna alkalmazásán, a JOJ Play-en lehet követni, illetve a TV Tipsport oldalán. Közvetítési joggal rendelkezik még a cseh Sport TV csatorna is, amelynek Sport 1 és Sport 2 nevű csatornáján sugároznak mérkőzéseket. 2023-ig a szlovák közszolgálati médiaszolgáltató, a Rozhlas a televízia Slovenska (RTVS) közvetítette a mérkőzéseket. A Tipsport ligának 2021 óta elérhető telefonos alkalmazása is IOS és Android rendszerre, amin a ligával kapcsolatos hírek és statisztikák érhetőek el.